# Glorificación
Glorificación es un concepto con distintos significados dentro de las distintas confesiones cristianas, desde la canonización en la iglesia católica hasta el concepto muy similar de santidad en la iglesia ortodoxa o el de salvación en las iglesias protestantes. La glorificación de la condición humana se concibe en estas soteriologías como un largo y arduo proceso cuyo final es la Gloria, donde los cuerpos gloriosos residen (los dos que ya lo hacen en cuerpo y alma -Ascensión de Jesús, Asunción de la Virgen María- según la teología católica) o residirán (los de los bienaventurados -todos los santos- que desde que mueren, y hasta el juicio final, solo están en alma). Dos episodios evangélicos previos (la Resurrección y la Transfiguración de Jesús) también son significativos en este sentido.

## Catolicismo

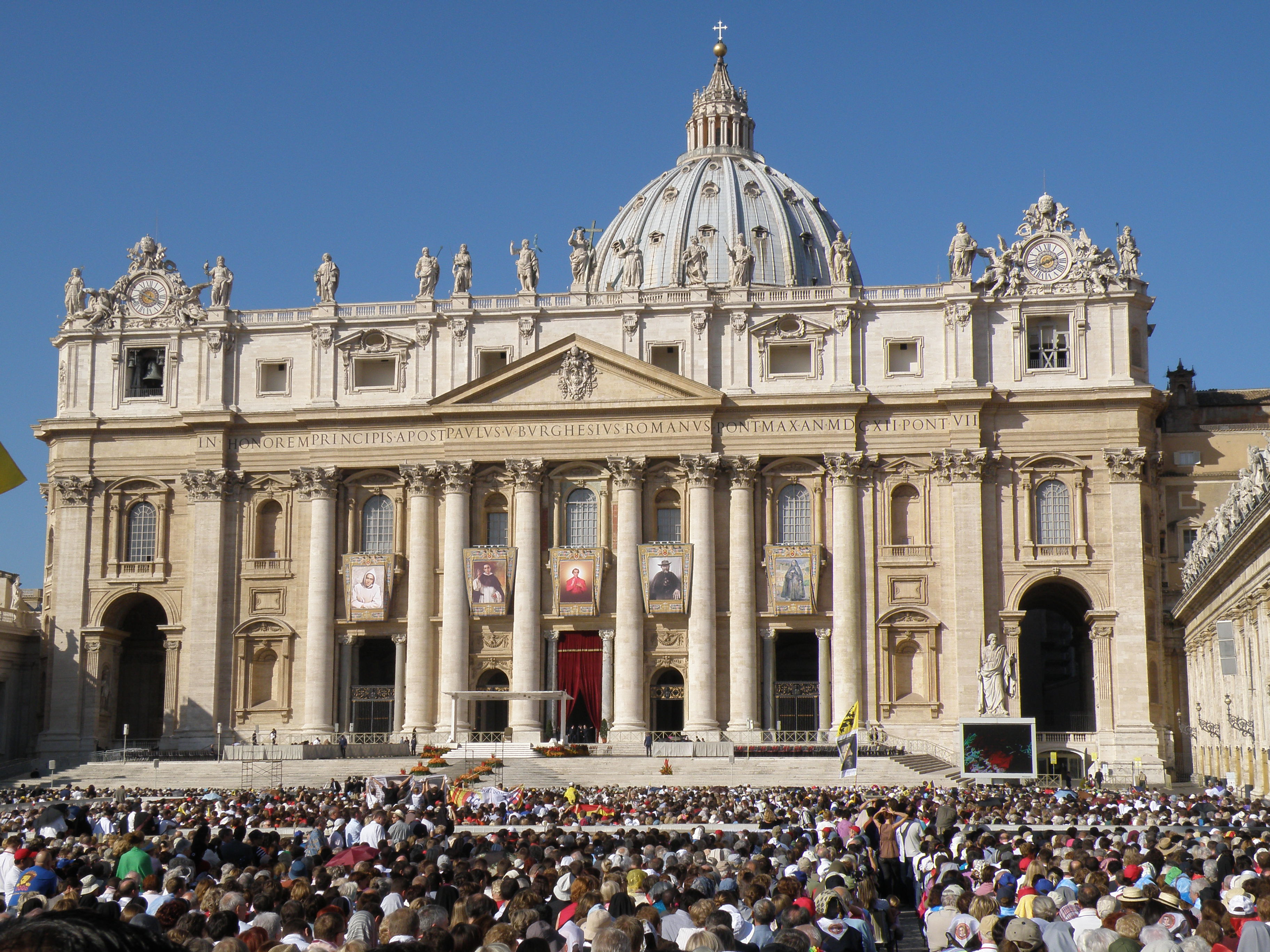
Los fieles llenan la plaza de San Pedro del Vaticano durante la misa presidida por las imágenes de los nuevos santos (en la fachada de la basílica), cuya glorificación se reconoce con la canonización por parte del Papa.

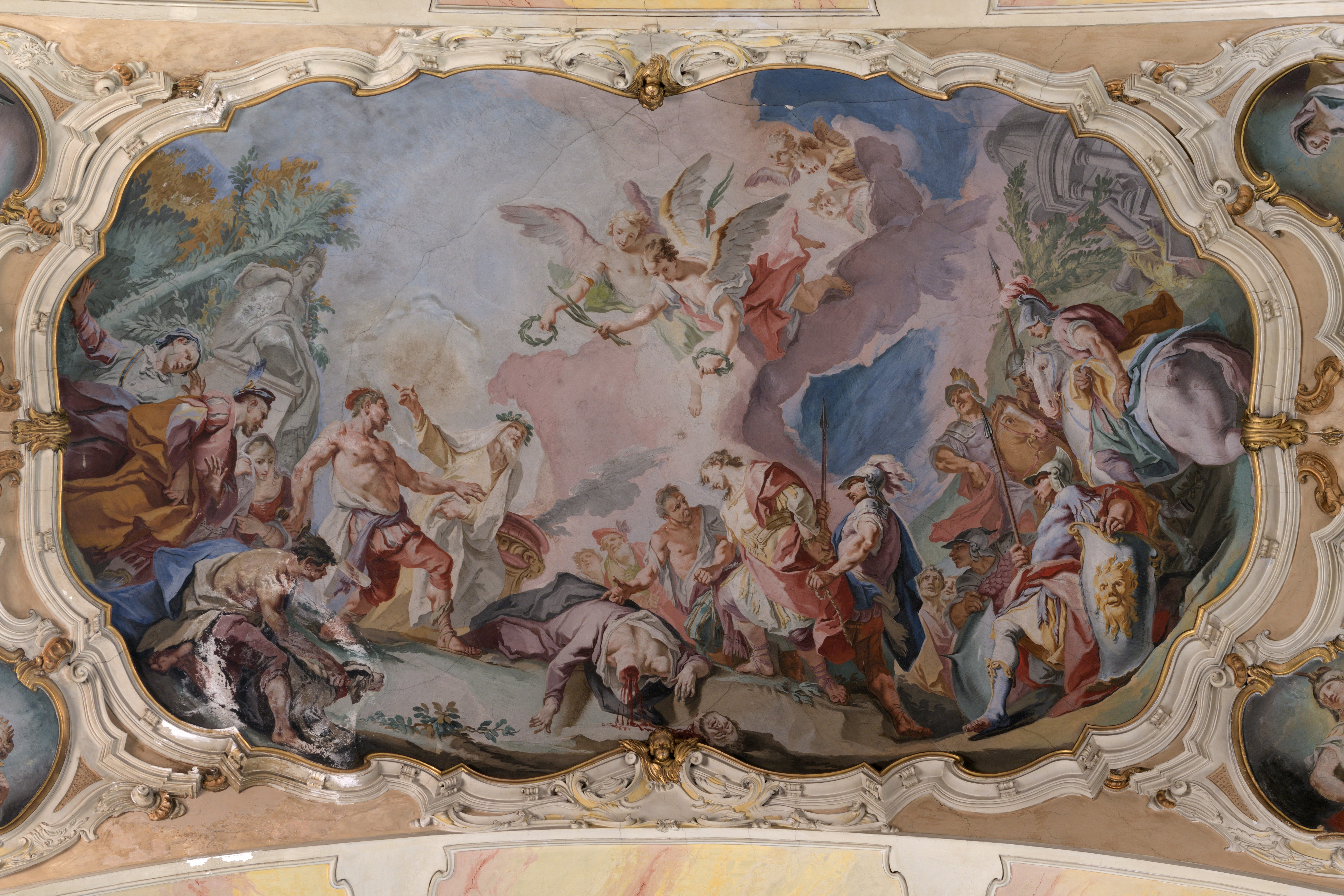
La glorificación de los mártires Felice y Adautto, fresco de Carlo Carlone en la cúpula de la iglesia parroquial de San Felice del Benaco.

El catecismo enseña que al final de los tiempos, el reino de Dios llegará en su plenitud. Tras el juicio universal, los justos reinarán para siempre con Cristo, glorificados en cuerpo y alma. El mismo universo será renovado. Así pues, el universo visible también está destinado a ser transformado a fin de que el mundo mismo, restaurado a su primitivo estado, ya sin ningún obstáculo, esté al servicio de los justos, participando en su glorificación en Jesucristo resucitado.
El acto de canonización, que en el catolicismo se llama también normalmente "glorificación", dado que en el sentido teológico es Dios y no la Iglesia quien glorifica, está reservado, tanto en la iglesia latina como en las iglesias católicas orientales, a la sede apostólica; y sucede tras la conclusión de un largo proceso que requiere extensas pruebas de que el candidato vivió y murió de una manera tan santa y ejemplar que es merecedor de ser reconocido como santo. El reconocimiento oficial e la Iglesia de tal santidad implica que esa persona está actualmente en el Cielo y puede ser invocado públicamente.
La canonización es un decreto que inscribe el nombre del santo en el martirologio romano y permite que se dé la veneración a ese santo universalmente dentro de la Iglesia. La veneración dentro de la liturgia está regulada por las normas del rito litúrgico individual. En la mayor parte de los días entre semana, si no se celebra una solemnidad, fiesta o memorial obligatorio asignado a ese día, el ritual romano permite la celebración de la misa en honor de cualquier santo inscrito en el martirologio para ese día.
La beatificación es un decreto que permite la veneración pública en una área geográfica limitada o entre ciertas comunidades, como un instituto religioso.

## Iglesia ortodoxa

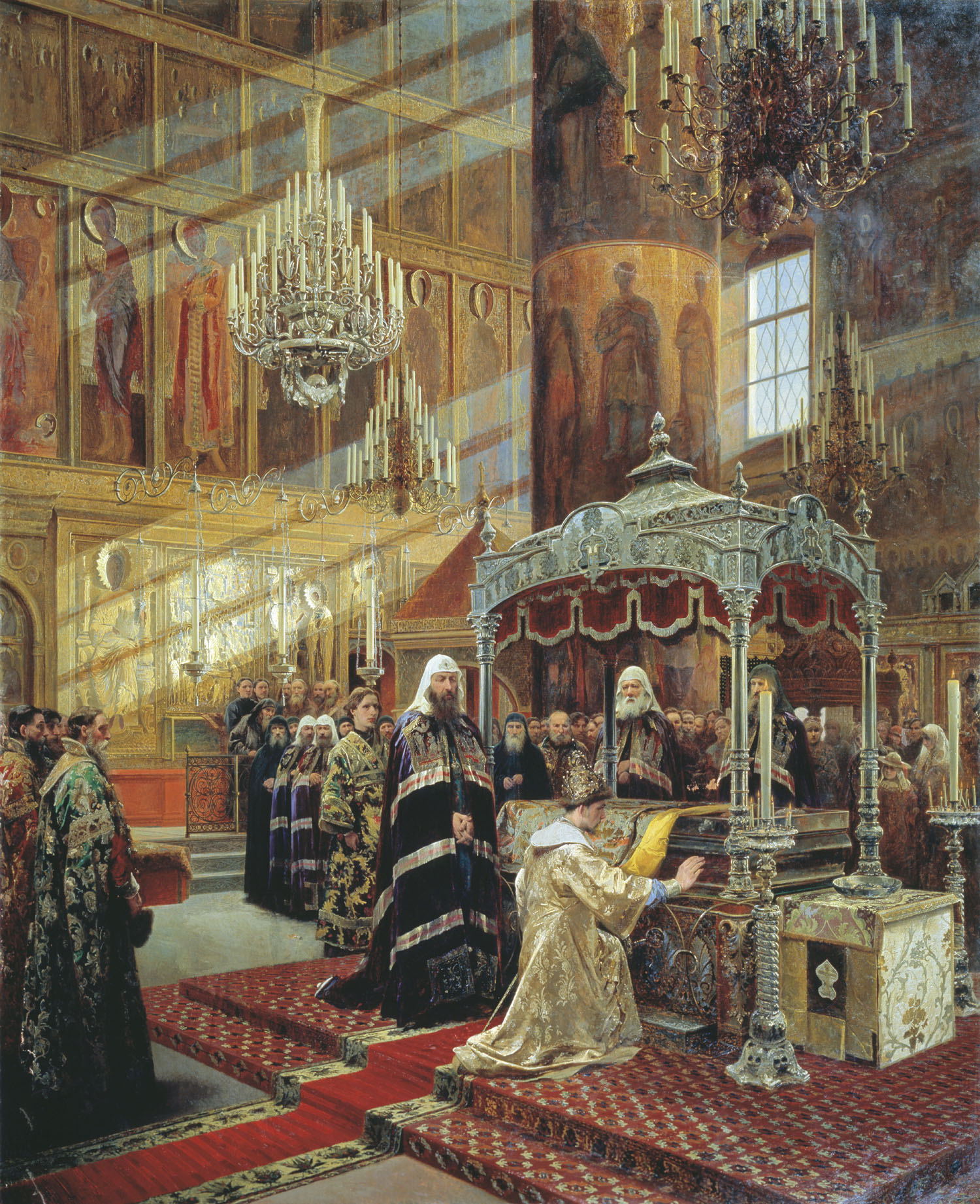
El zar Alejo I de Rusia (en el cargo entre 1645-1676) rezando ante las reliquias del metropolitano san Felipe II (en el cargo entre 1566-1568) en presencia del patriarca Nikon de Moscú (en el cargo entre 1652-1681). Pintura de Alexander Litovchenko (1886).

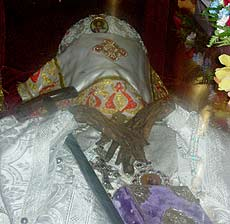
Las reliquias incorruptas de Juan de Shanghái y San Francisco durante su glorificación en la ciudad de San Francisco en 1994.

La iglesia ortodoxa utiliza el término "glorificación" para referirse al reconocimiento oficial de una persona como santo de la Iglesia.
La iglesia ortodoxa rusa usa tanto la palabra канонизация ("canonización") como la palabra прославление ("glorificación").

## Iglesias ortodoxas orientales
Las iglesias ortodoxas orientales mantienen una tradición doctrinal semejante a la de la iglesia ortodoxa, en la que los mártires no necesitan ninguna glorificación formal. Con el tiempo, la grandeza de su santidad, que es venerada por los fieles, es reconocida por la Iglesia. Según el patriarca armenio Karekin II, 

La iglesia armenia no santifica. Reconoce la santidad de los santos o de los que ya es comúnmente reconocida entre el pueblo o ha sido mostrada con evidencia.

 Esto está en conformidad con la tradición de otras iglesias de la familia ortodoxa oriental como la iglesia copta ortodoxa, la iglesia ortodoxa siríaca, la iglesia ortodoxa etíope  y la iglesia ortodoxa india. Los ejemplos de glorificación de los 21 mártires coptos de Libia en 2015 o las víctimas del genocidio armenio de 1915 sirven simplemente como un reconocimiento oficial dado por la jerarquía a la firme fe de los que dieron sus vidas en defensa de su identidad cristiana.

## Protestantismo
Según el protestantismo o iglesias reformadas hay dos eventos que ocurren durante la glorificación: "la recepción de la perfección por el elegido antes de entrar en el Reino de los Cielos" y "la recepción del cuerpo resucitado por el elegido".
La glorificación es el tercer estadio del desarrollo cristiano, siendo el primero la justificación y el segundo la santificación (Rom. 8:28-30). La glorificación es la completación, la consumación, la perfección y la plena realización de la salvación.

### Recepción de la perfección
La glorificación es el medio por el que los elegidos se libran de sus pecados antes de entrar en el Reino de los Cielos. Según el cristianismo reformado, la glorificación es un proceso continuo, fluido, por el que los creyentes en Jesucristo, tanto los que han muerto como los que han sido arrebatados en vida (llamados al cielo), reciben cuerpos y almas perfectos y glorificados, sin pecado y semejantes a Cristo. No es un proceso doloroso.
Jerry L. Walls y James B. Gould han conectado ese proceso al núcleo o punto de vista de la santificación del purgatorio: "La gracia es mucho más que el perdón, es también transformación y santificación, y finalmente, glorificación. Necesitamos más que perdón y justificación para purgar nuestras disposiciones pecadoras y hacernos plenamente listos para el cielo. El purgatorio no es nada más que la continuación de la gracia santificante que necesitamos, por tanto como sea necesario para completar la tarea". El concepto de glorificación sería así la alternativa "reformada" (calvinista) al purgatorio católico. Según la teología de la mayor parte de los grupos protestantes no es aceptable la doctrina católica del purgatorio (un lugar para los que han de purgar pecados veniales y no pecados mortales).

### Recepción de los cuerpos resucitados

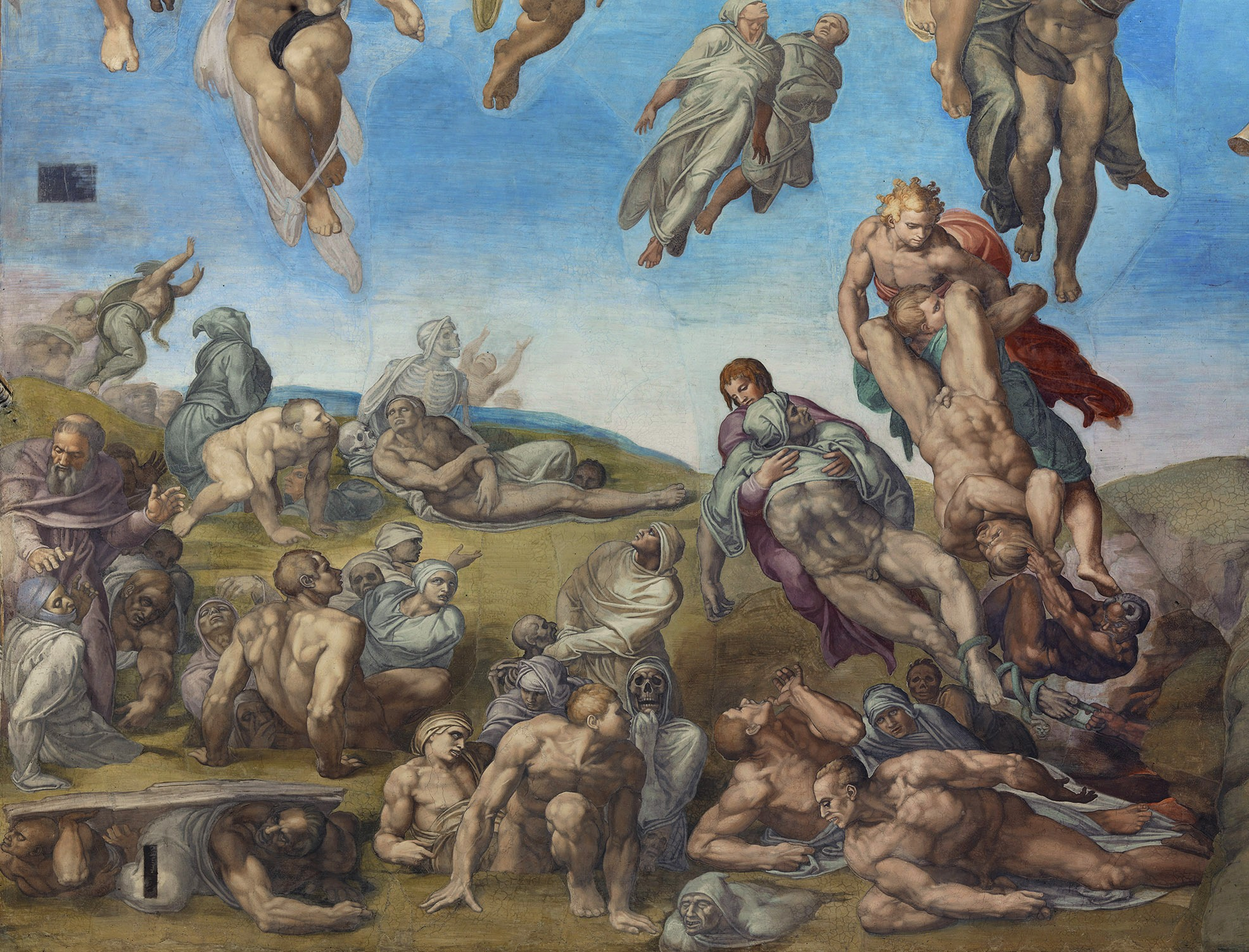
Detalle del fresco de Miguel Ángel en el muro del altar de la capilla Sixtina donde se representa la resurrección de los muertos en el juicio final.

Tras el juicio final, todos los muertos justos se levantarán y sus cuerpos serán perfeccionados y se convertirán en un cuerpo glorificado. Solo entonces podrán entrar en el cielo. C. S. Lewis parafrasea este pasaje bíblico en Weight of Glory: "If we were to see them in their glorified forms we would be tempted to bow down and worship them" ("si los viéramos en sus formas glorificadas estaríamos tentados de inclinarnos y rendirles culto").

## Glorificación en el arte

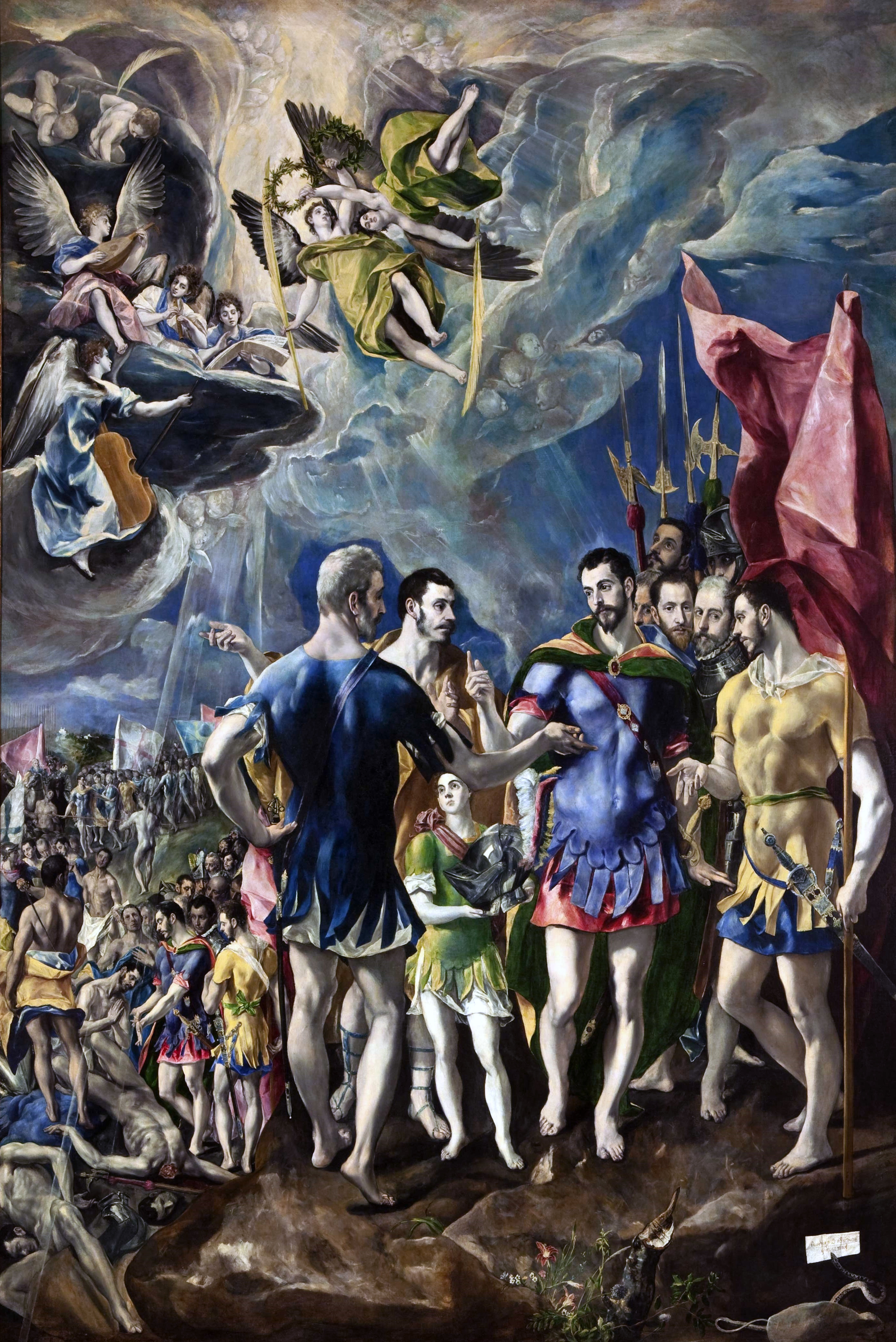
El martirio de San Mauricio, de El Greco, siglo XVI. En el plano celestial, los ángeles portan palmas y coronas de laurel (símbolos iconográficos del martirio y la recompensa -el triunfo sobre la muerte-). El "rompimiento de gloria" marca la transición al plano terrenal, donde los cuerpos de los mártires (vestidos, desnudos, decapitados) se representan estilizados, casi ingrávidos.

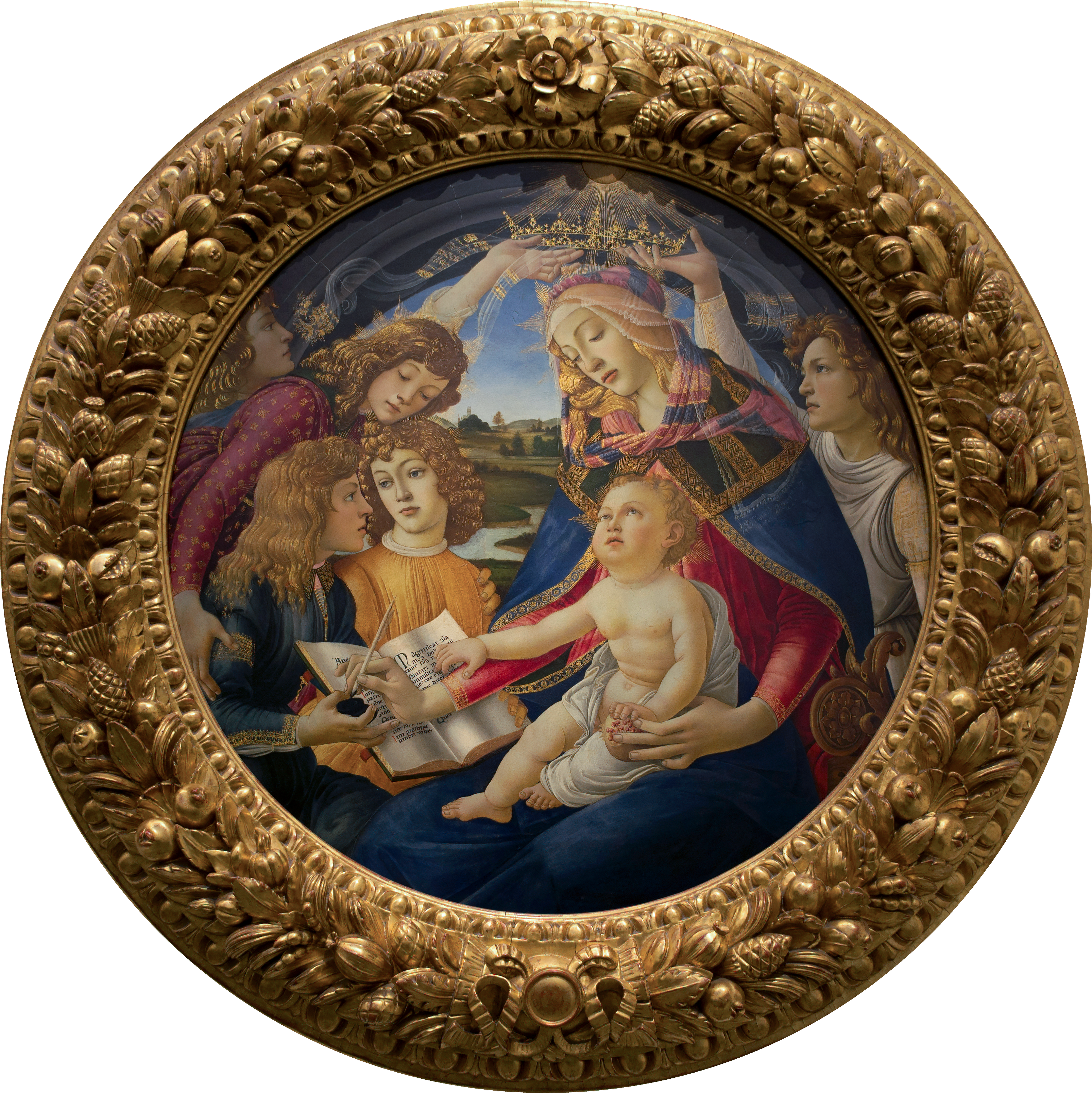
Virgen del Magnificat, de Boticelli, siglo XV. Aunque el tema iconográfico primario de esta obra es el de una Madonna (Virgen con el Niño, en este caso es mucho más complejo: Está acompañada de ángeles que la coronan y aparece escribiendo la oración denominada Magnificat ("alaba mi alma al Señor"). Esa alabanza (del hebreo להלל lehalel -"alabar, celebrar, glorificar, cantar, alardear"-) es también, según la mariología, una referencia múltiple a la glorificación: la de Dios Padre (al que directamente se refiere), la de Dios Hijo (que es el que concibe la Virgen), la de Dios Espíritu Santo (que es el que recibe la Virgen), la de ella misma (que será glorificada con su asunción en cuerpo y alma a los cielos), y de todos los justos que serán glorificados (y que pueden confiar en su intercesión). Además, el propio formato (la circularidad del tondo) permite que el marco del cuadro sea una corona vegetal que puede recordar a la de laurel (que simboliza el triunfo) o a una diadema (atributo de dioses y diosas clásicos).

La glorificación es un tema artístico muy común en el arte cristiano. En realidad, lleve o no el título "glorificación" (a veces "apoteosis", utilizando una equivalencia con el término griego clásico), se represente o no el proceso por el que se llega al Cielo; cualquier representación de un santo puede llevar algún atributo iconográfico de su condición de bienaventurado (estar en la Gloria), siendo el más explícito la aureola (brillo dorado que emana del cuerpo), del que el nimbo circular en torno a la cabeza es el más común; mientras que la mandorla o "gloria" (de forma almendrada -formada por intersección de dos círculos vesica piscis-, a veces compuesta de varias bandas de distintos colores) se suele reservar a Jesucristo o la Virgen. La intemporalidad de la situación de los santos permite representarlos sin temor a los anacronismos en el tema denominado sacra conversazione ("sagrada conversación"), en el que junto a la Virgen y Cristo pueden aparecer santos de cualquier época, por el único criterio de ser demandados por los comitentes al pintor.

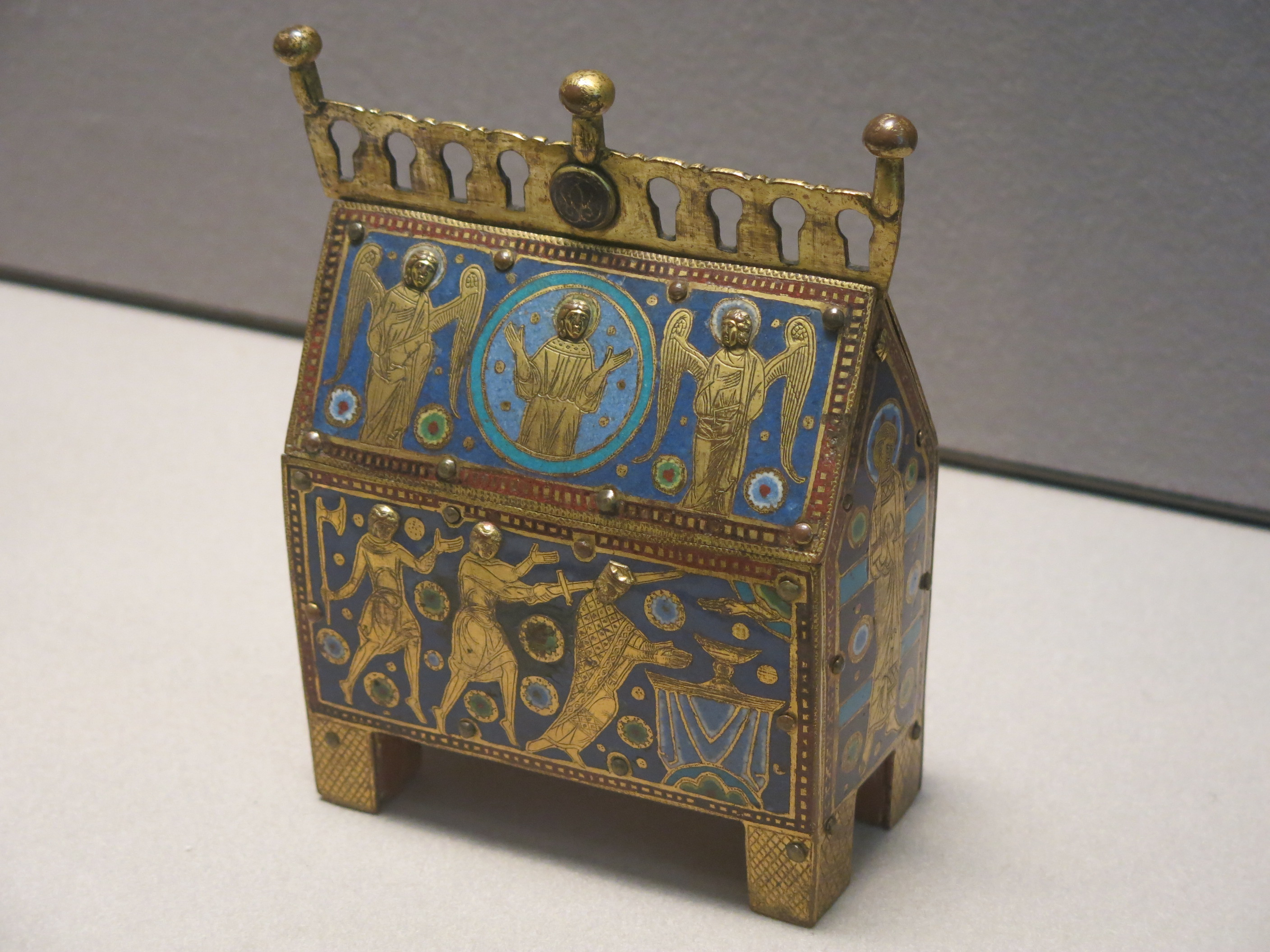
Relicario con esmaltes de Limoges representando el martirio y glorificación de Santo Tomás Becket, siglo XII.
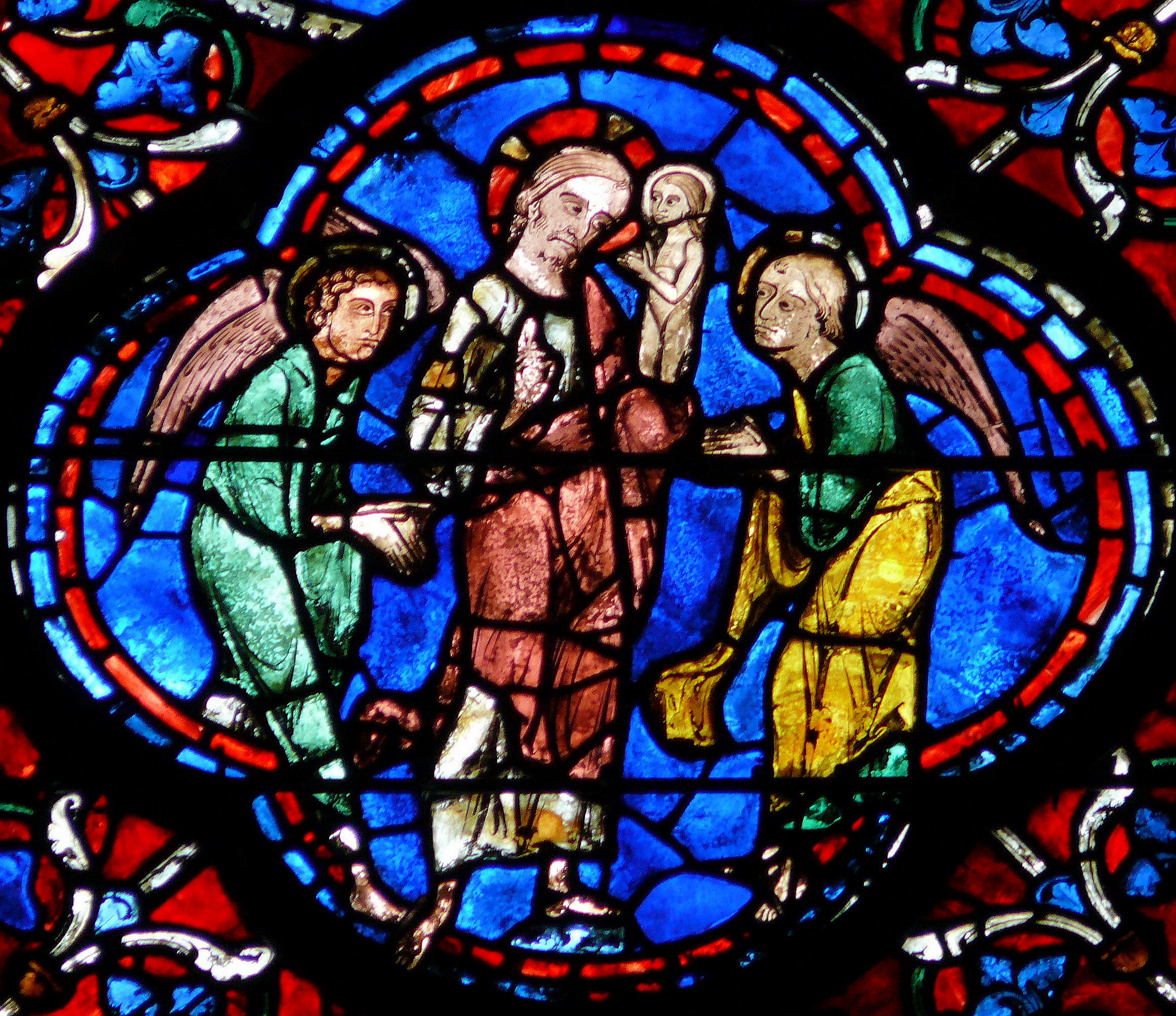
Glorificación de María, detalle del Vitral de la muerte y asunción de la Virgen en la catedral de Chartres, siglo XIII.
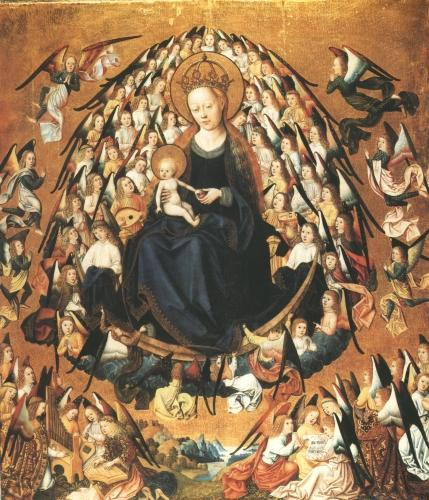
Glorificación de la Virgen, del maestro de la glorificación de la Virgen, siglo XV.
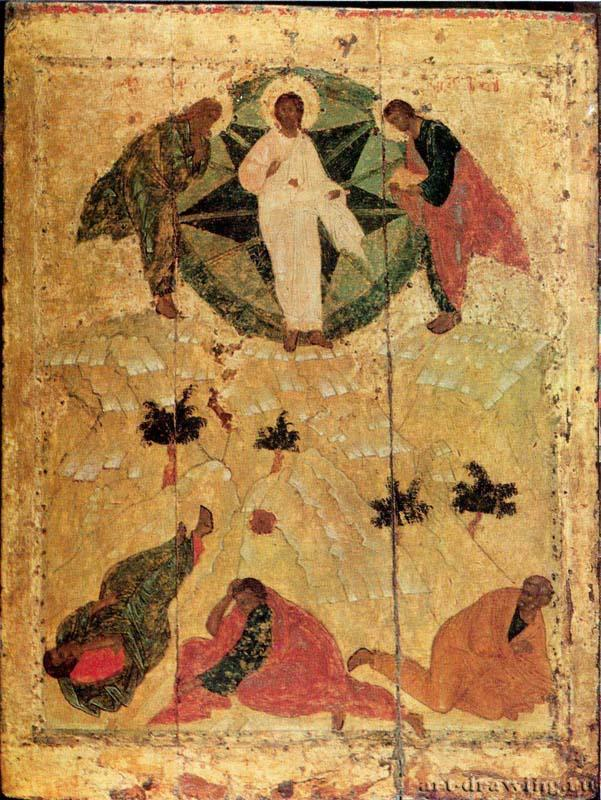
Transfiguración de Jesús, icono ruso del siglo XV.
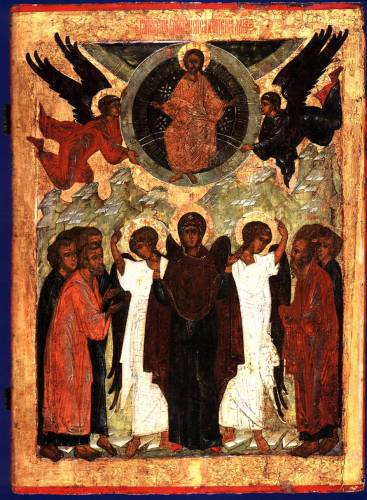
Ascensión de Cristo, icono ruso del siglo XVI.
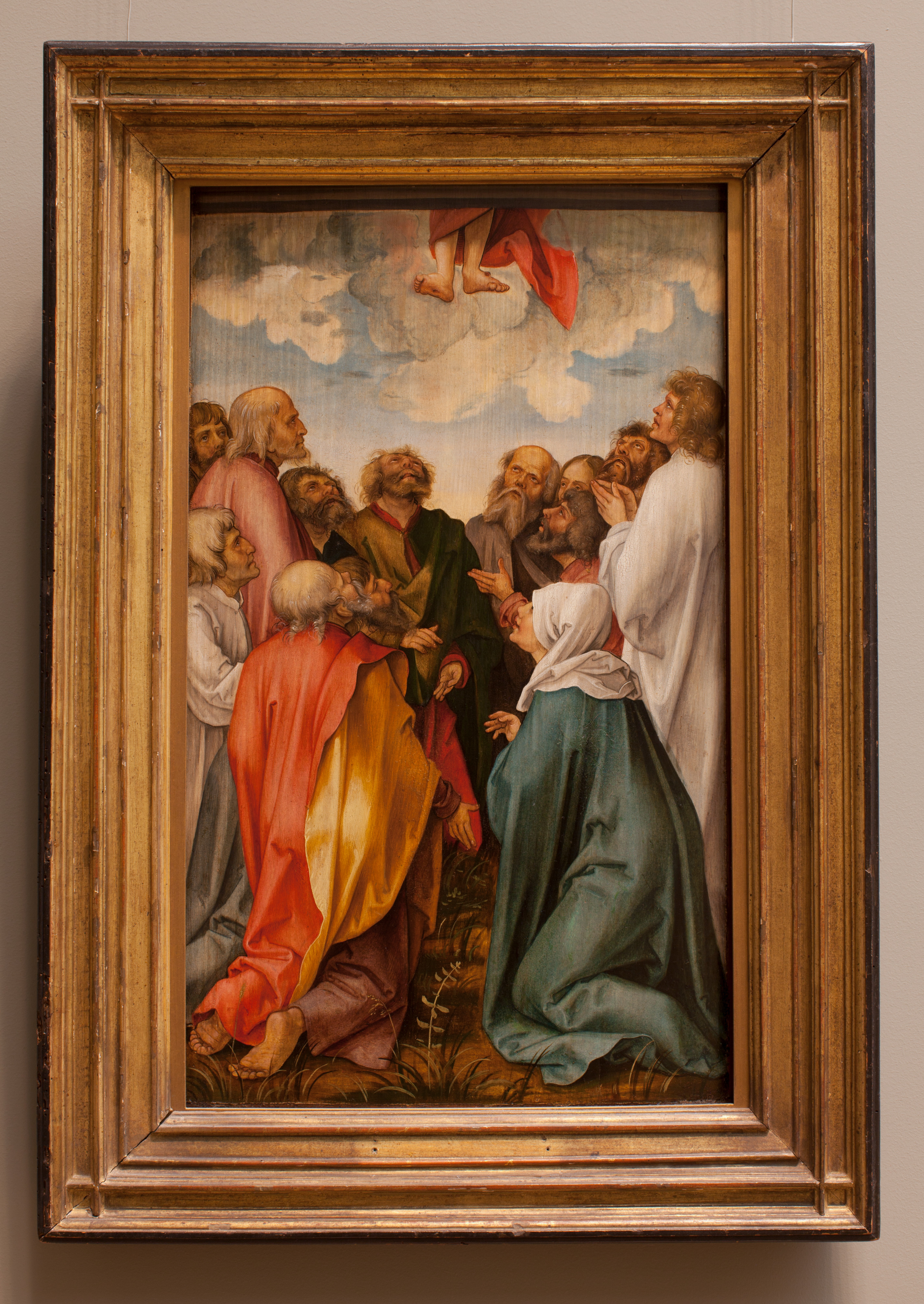
Ascensión de Cristo, de Hans von Kulmbach, siglo XVI.
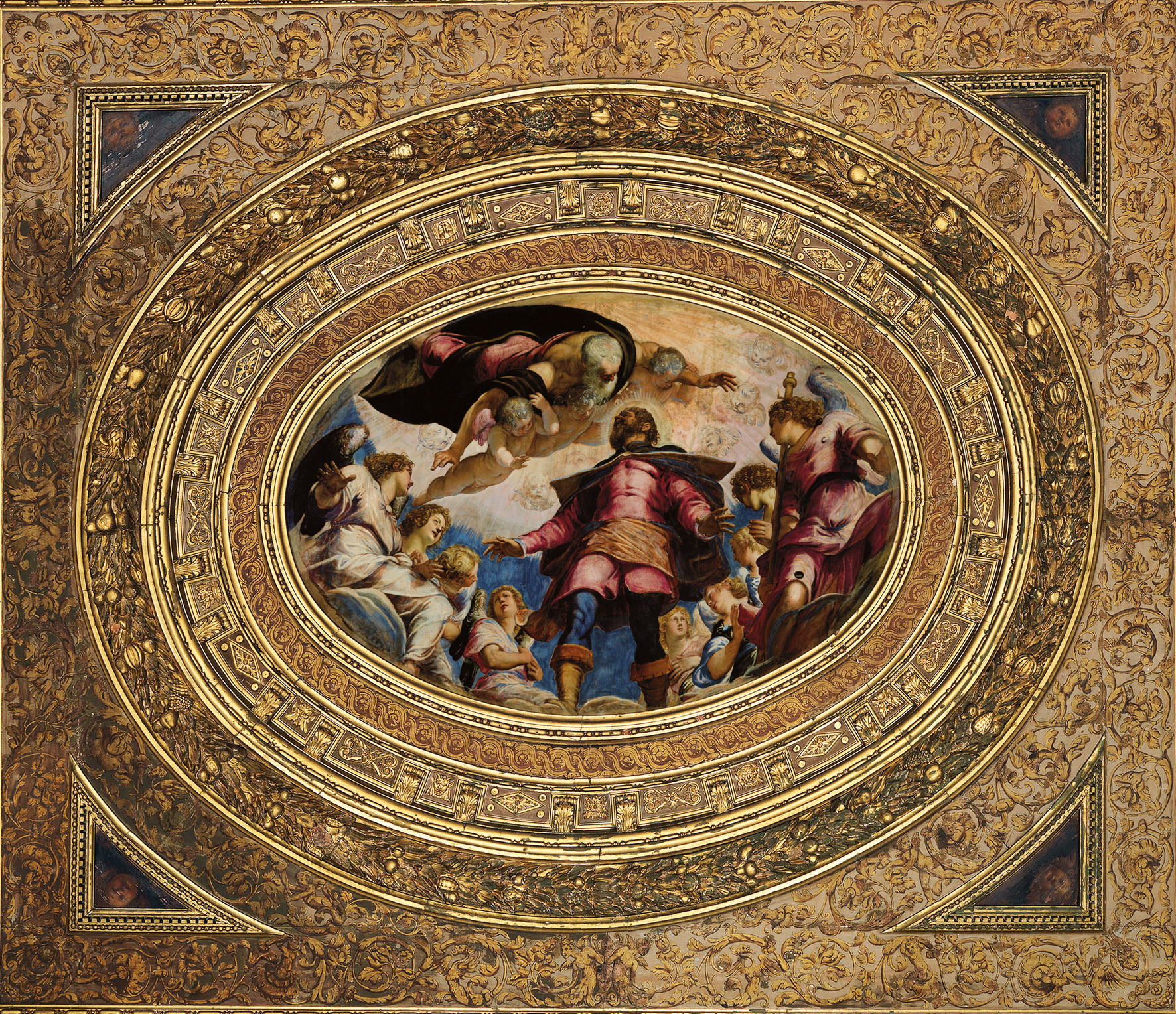
Glorificación de San Roque, de Tintoretto, siglo XVI.
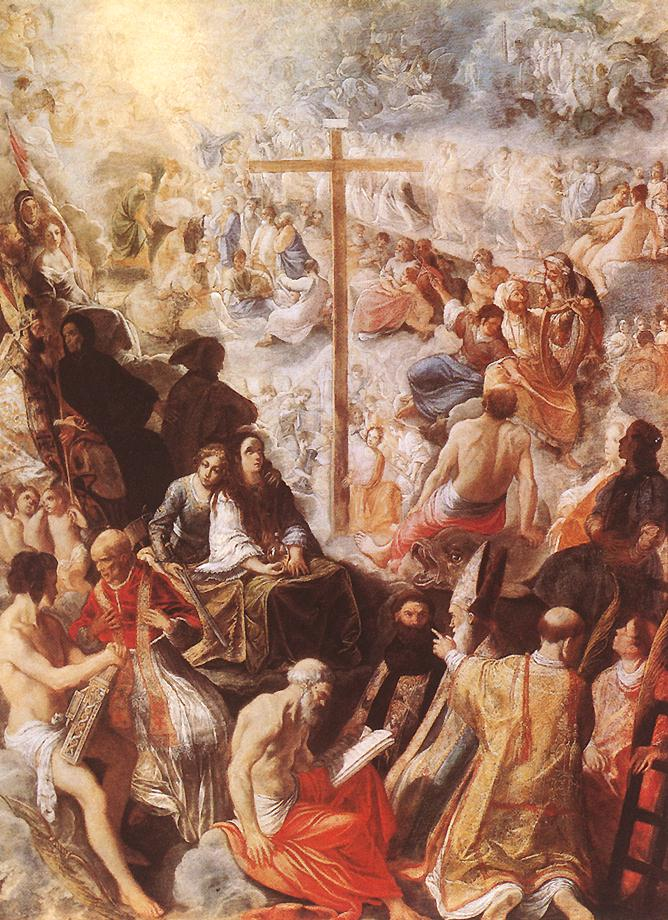
Glorificación de la Cruz, de Adam Elsheimer, siglo XVII.
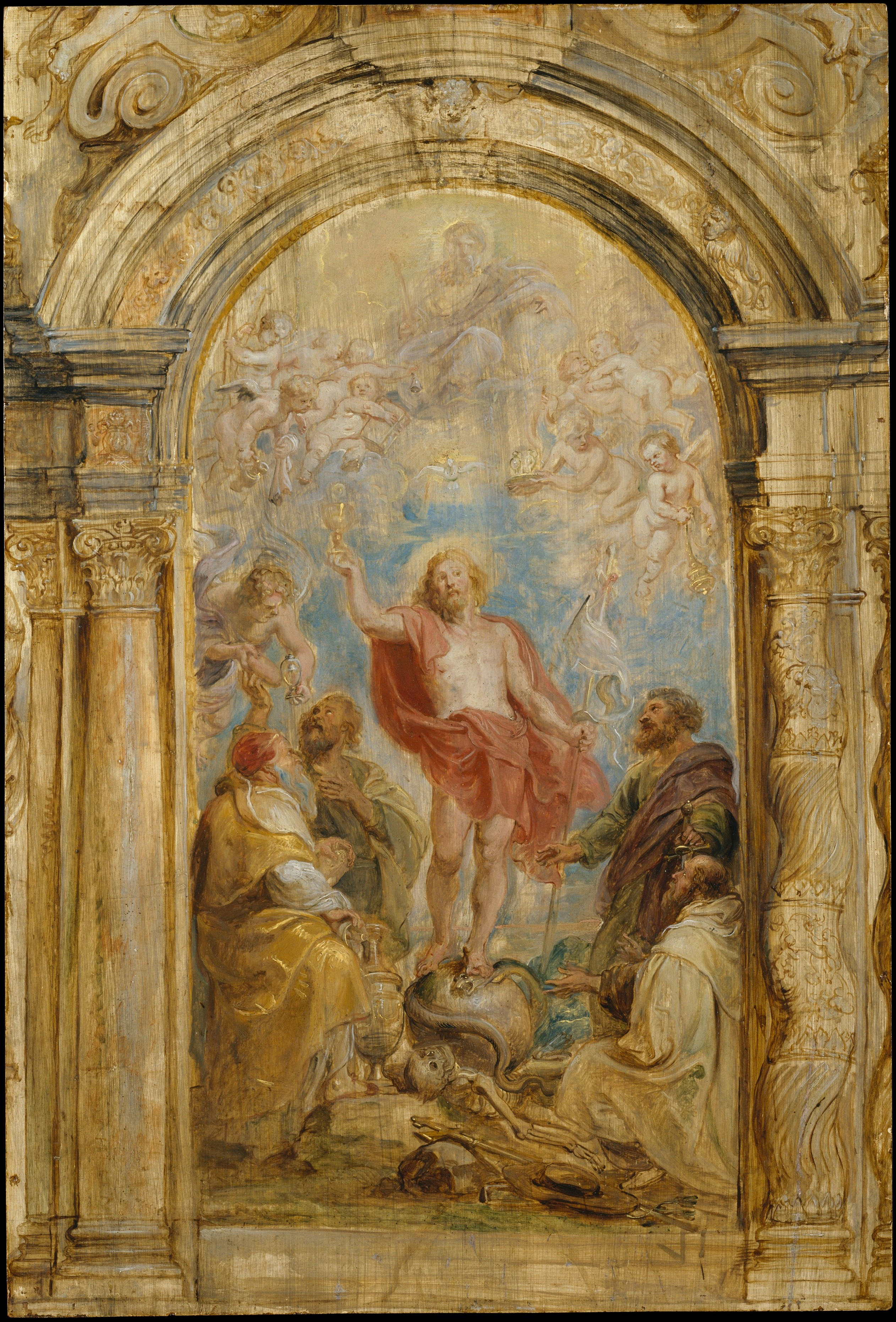
Glorificación de la Eucaristía, de Rubens, siglo XVII.
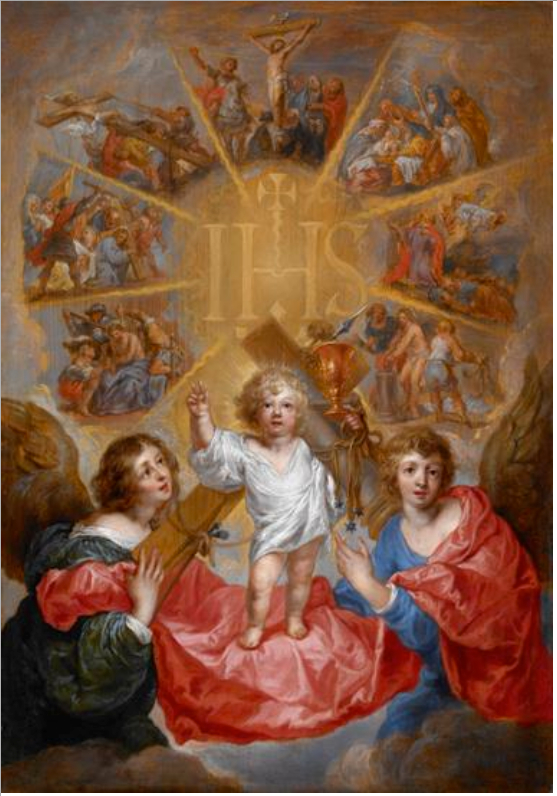
Glorificación del nombre de Jesús, de Antoine Sallaert, siglo XVII.
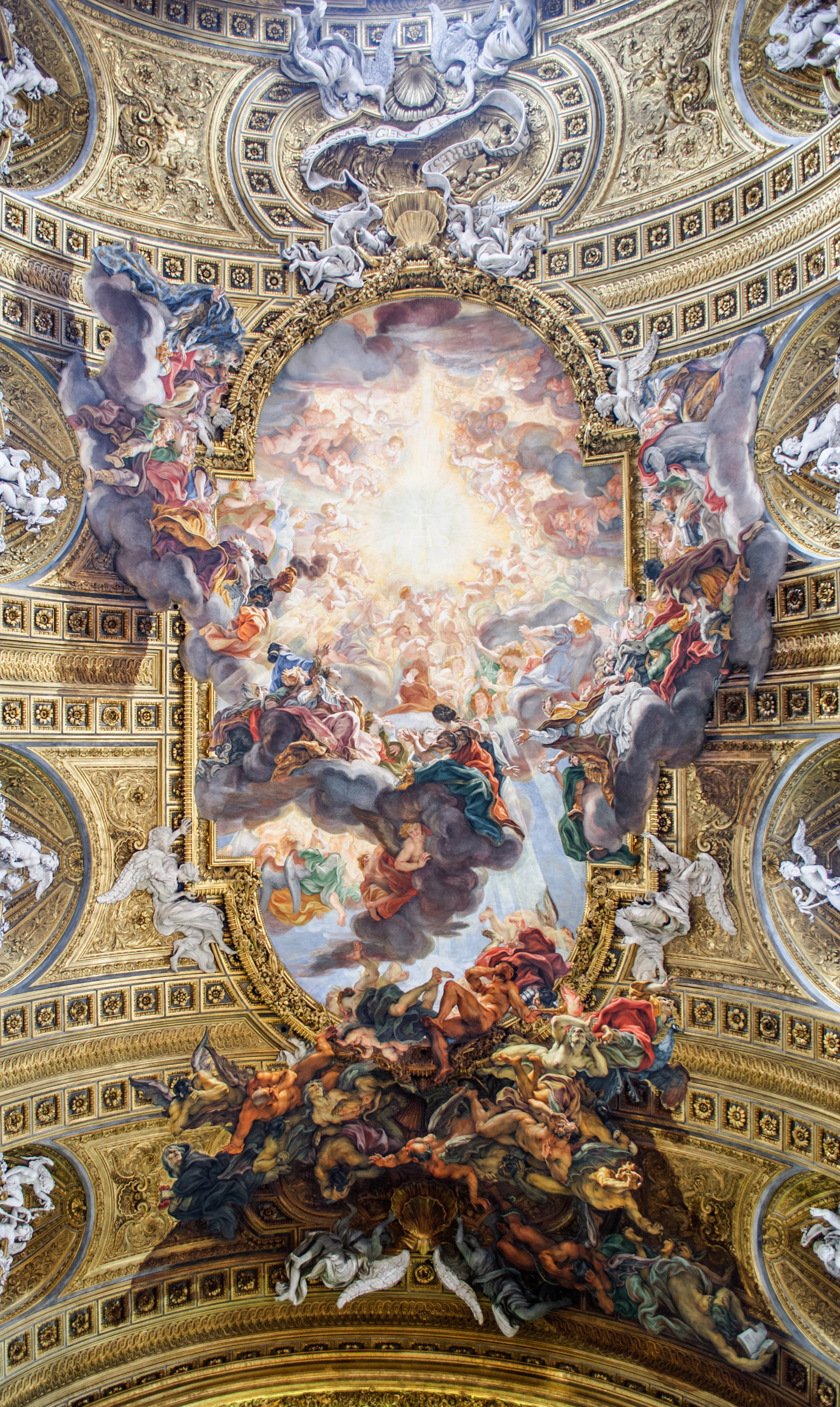
Glorificación del Nombre de Jesús en la bóveda de la iglesia del Gesú (Roma), de Giovanni Battista Gaulli "Il Baciccio", siglo XVII
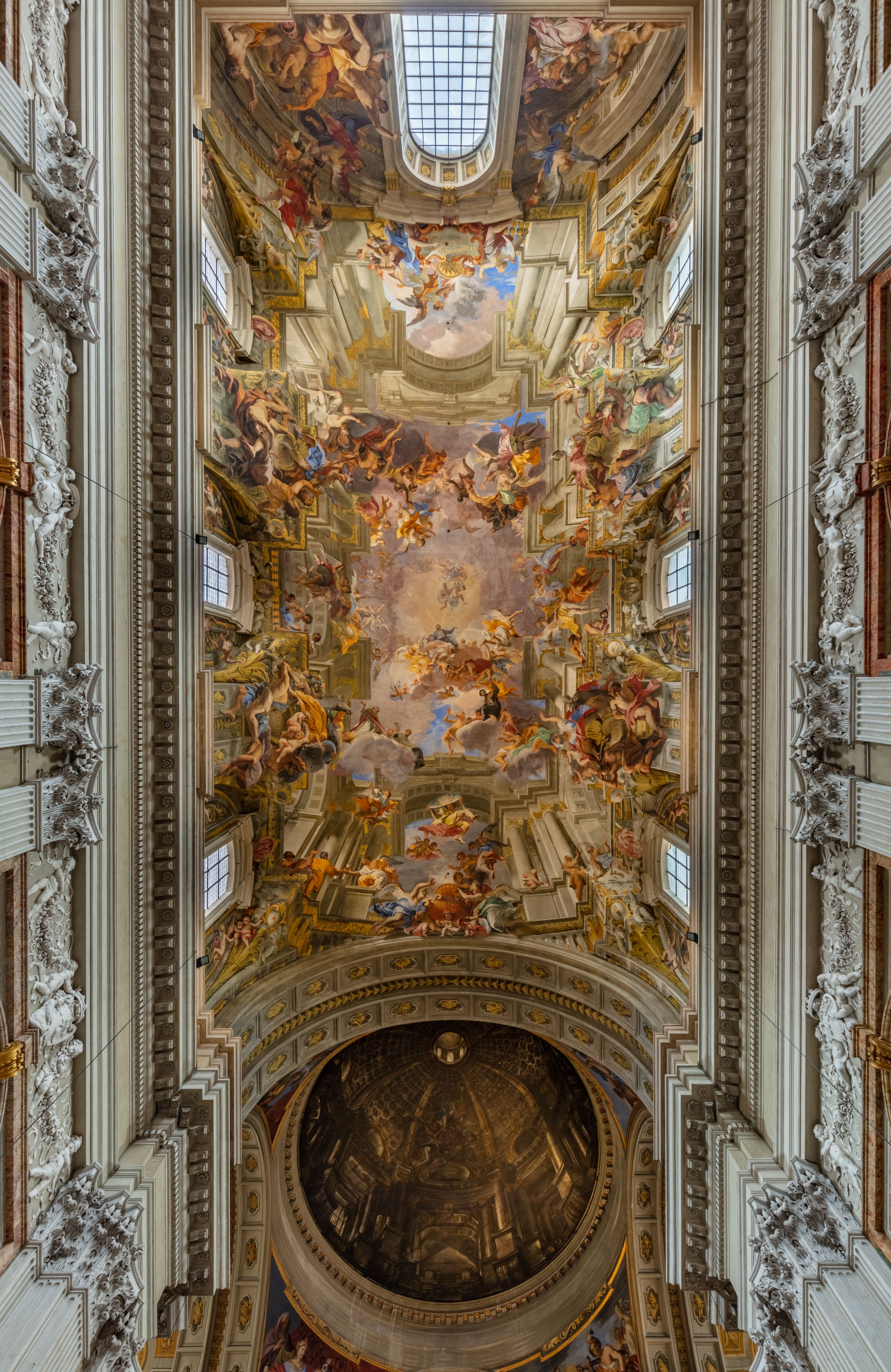
Apoteosis de San Ignacio de Loyola en la bóveda de la iglesia de San Ignacio (Roma), de Andrea Pozzo, siglo XVII.
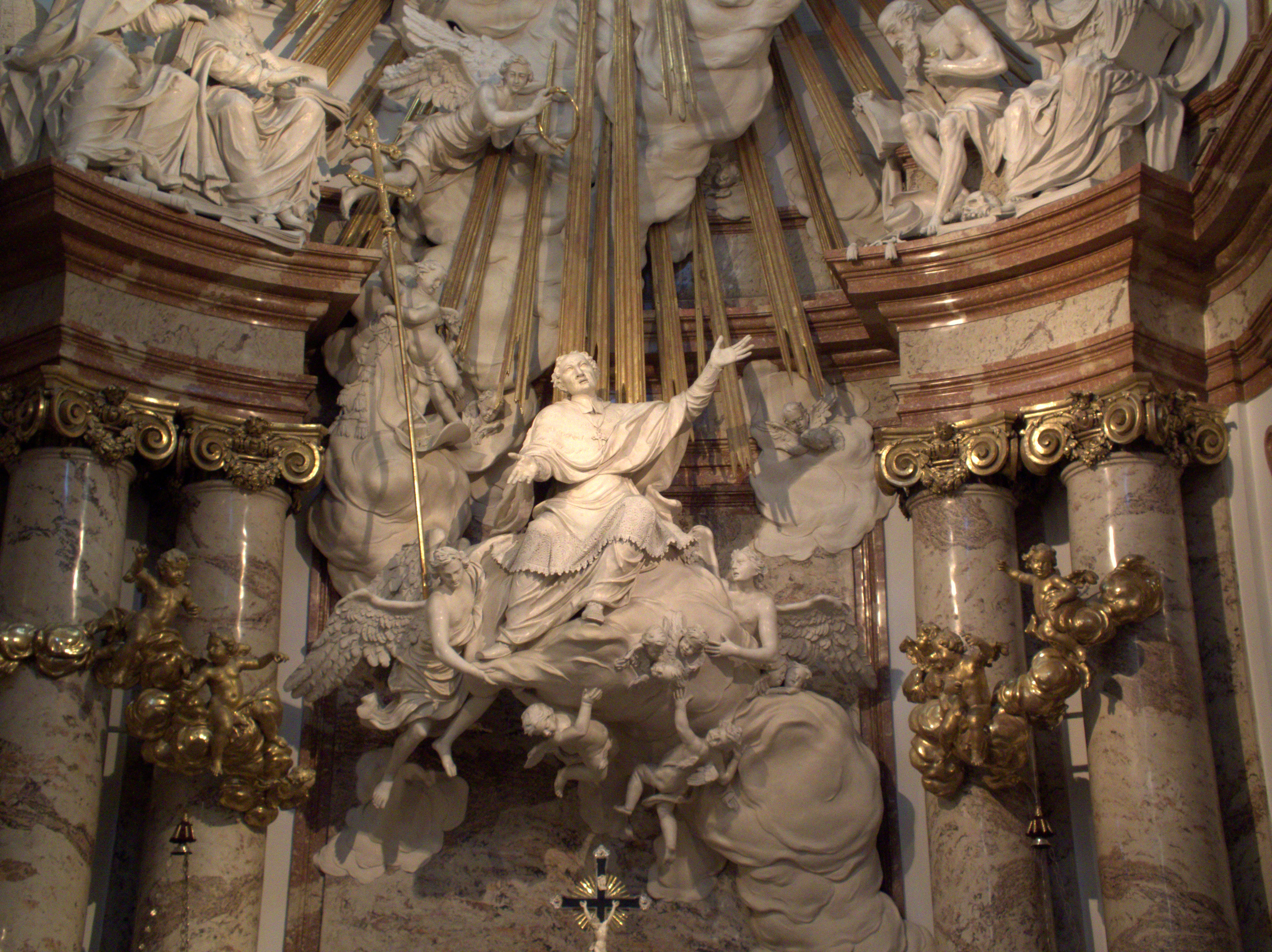
Apoteosis de San Carlos Borromeo en la Karlskirche (Viena), de Alberto Camesina, siglo XVIII.
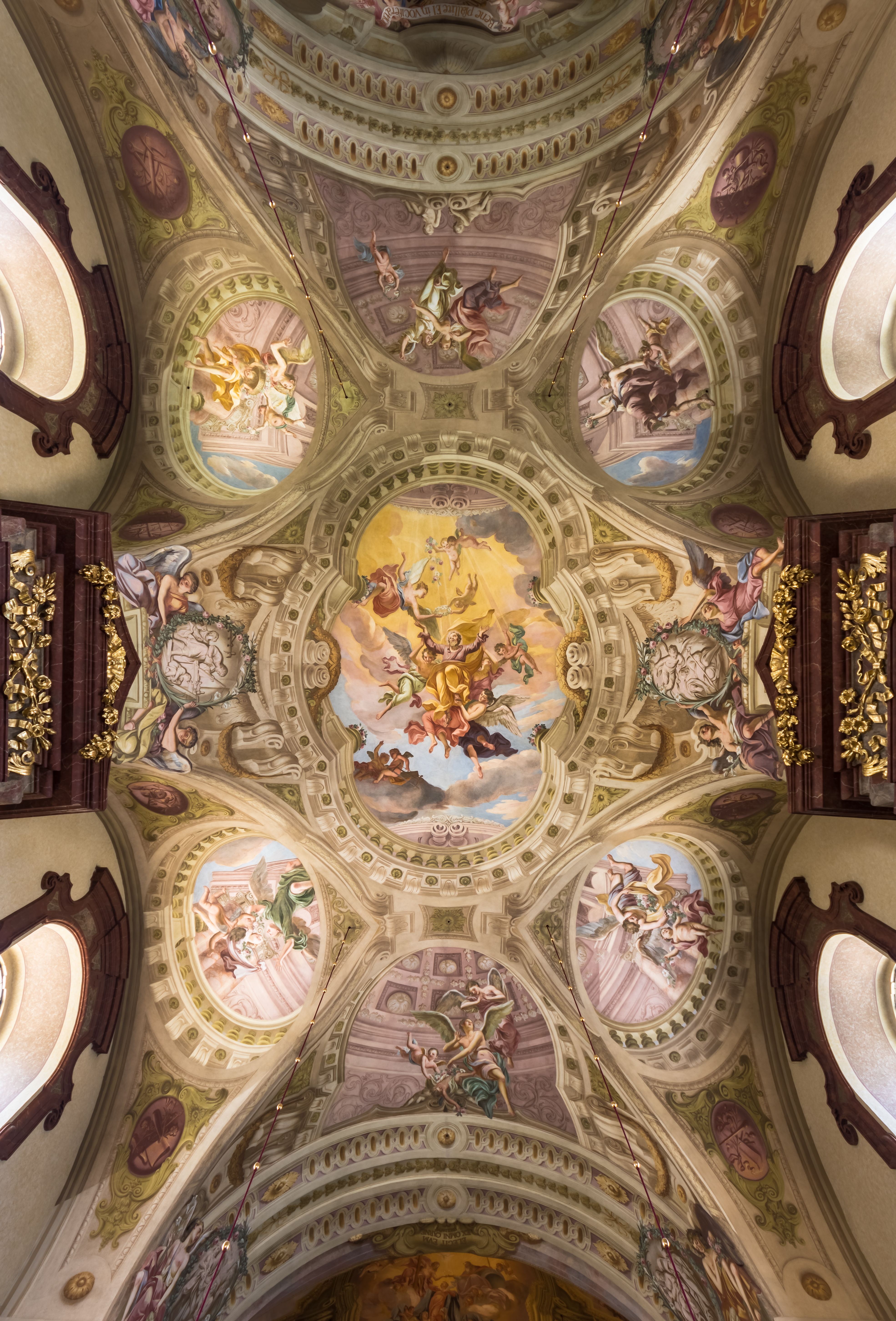
Glorificación de San José, de Antonio Beduzzi, siglo XVIII.
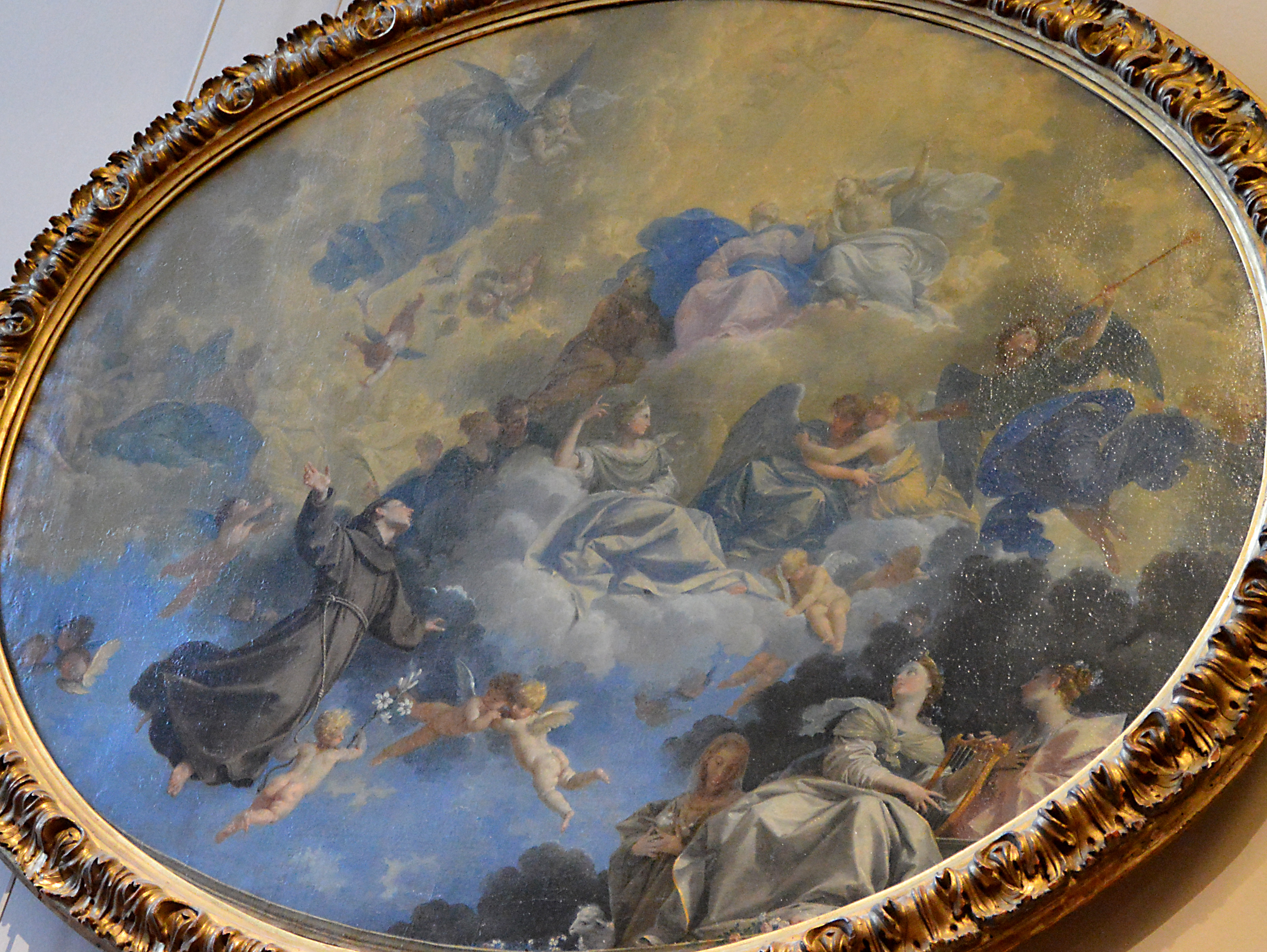
Glorificación de San Antonio de Padua, de Donato Creti, siglo XVIII.
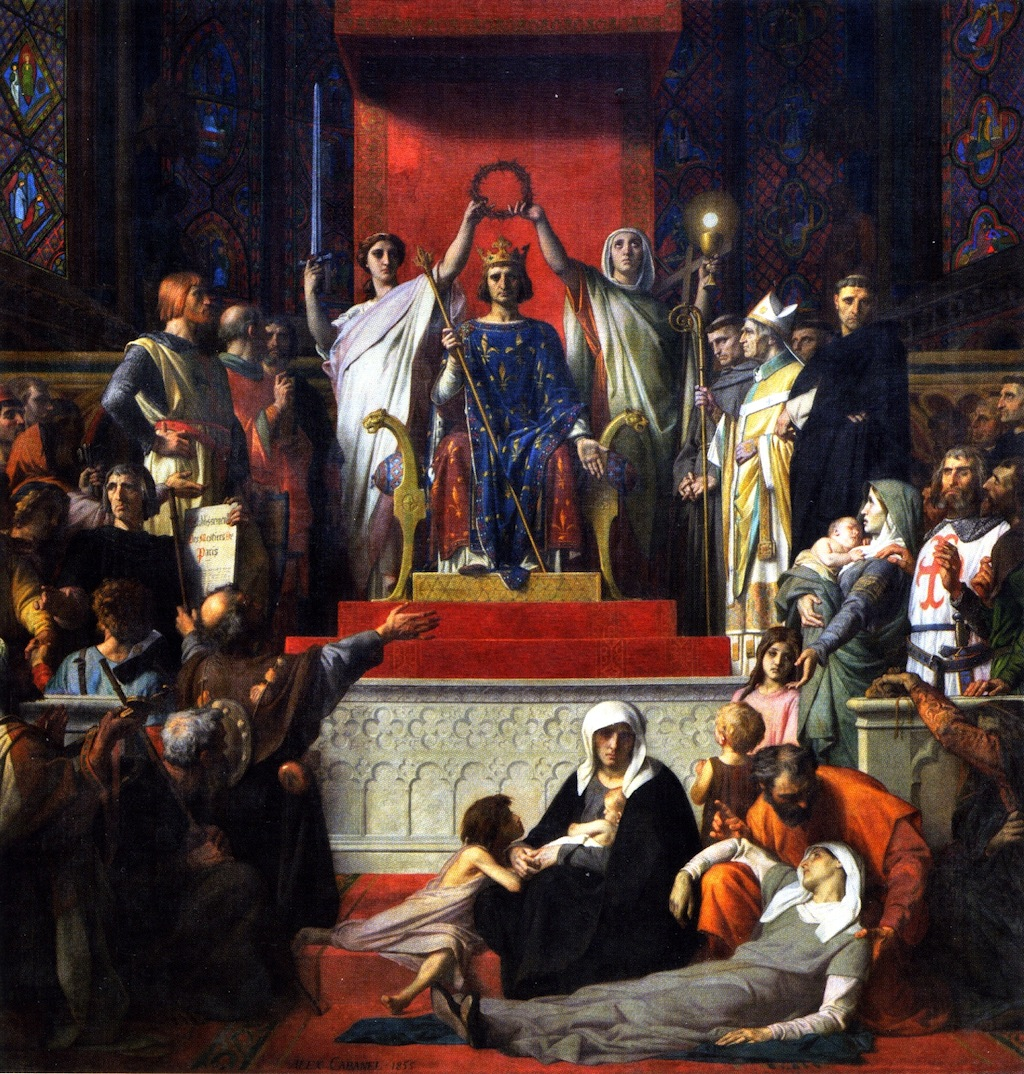
Glorificación de San Luis, de Alexandre Cabanel, siglo XIX.
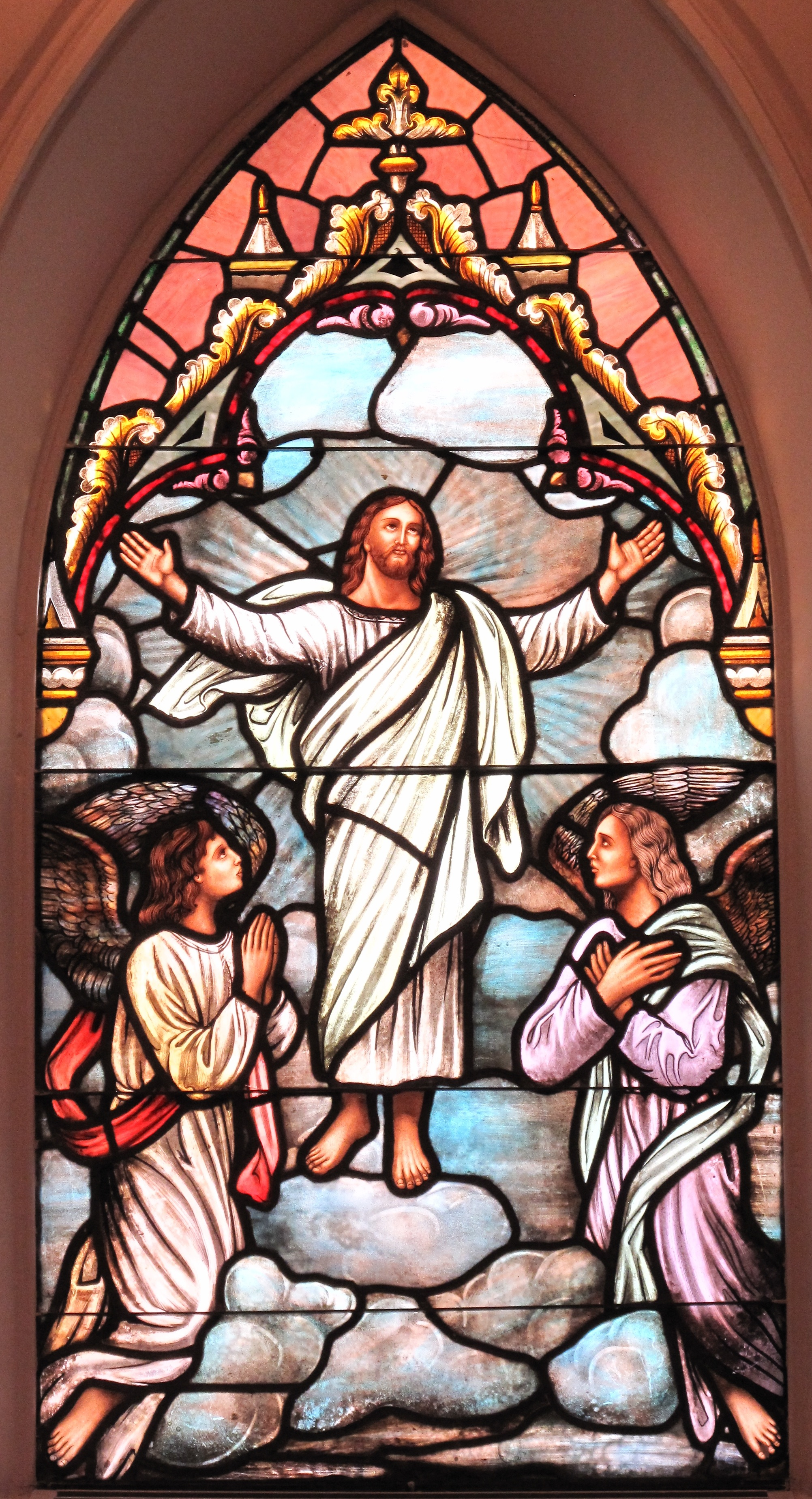
Ascensión de Cristo, vitral de la Quaker City Stained Glass Company of Philadelphia, siglo XX.

Pero también se utiliza como tema mitológico, tanto en el arte antiguo griego y romano como a partir del Renacimiento (donde no tiene uso religioso sino que aporta valores alegóricos, intelectuales y estéticos). La denominación "apoteosis" (deificación) se utilizaba con un criterio más o menos religioso en la Antigüedad y de forma simbólica en la Edad Moderna.

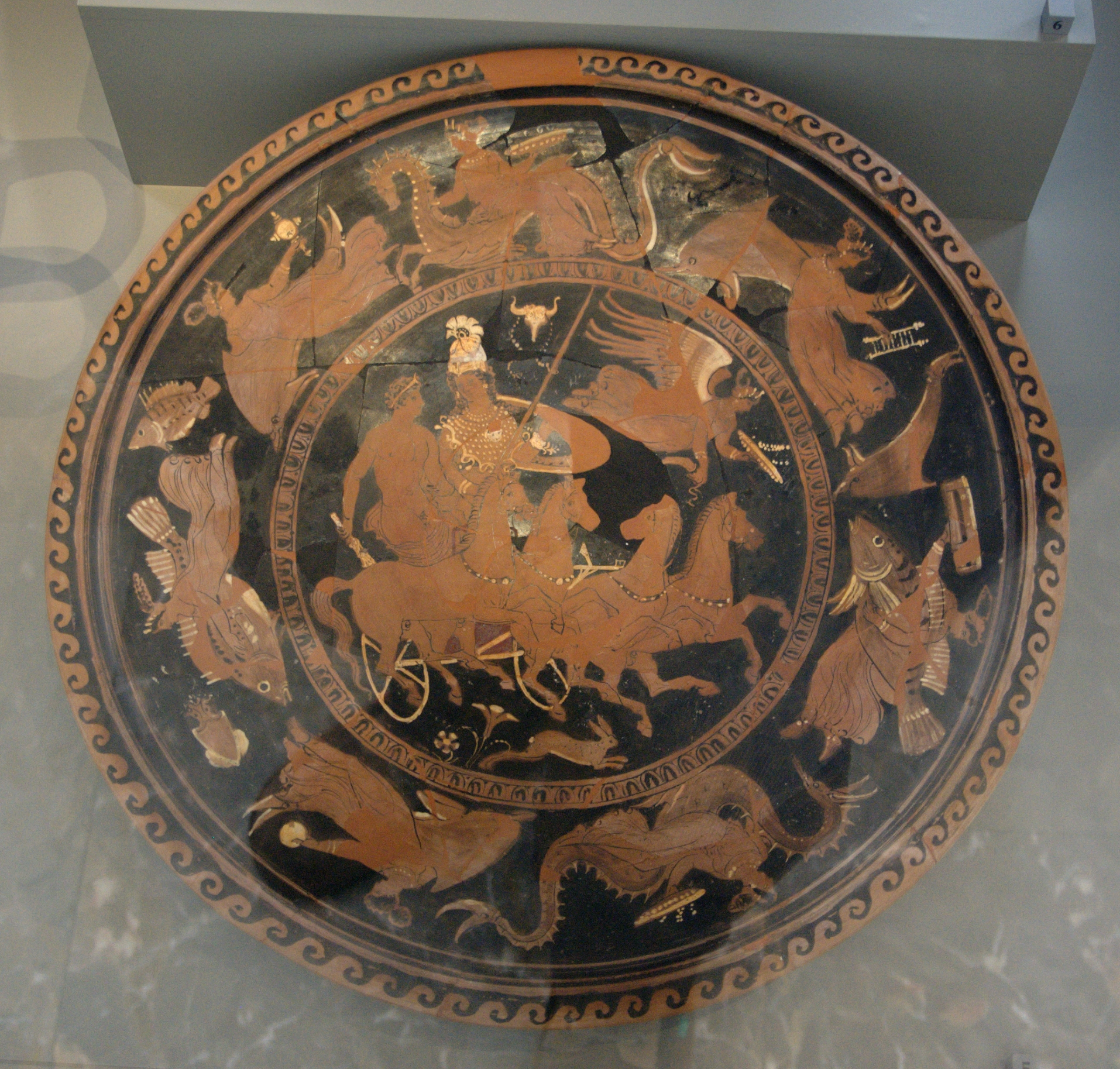
Apoteosis de Hércules, plato de cerámica de figuras rojas de Apulia, siglo IV a. C.
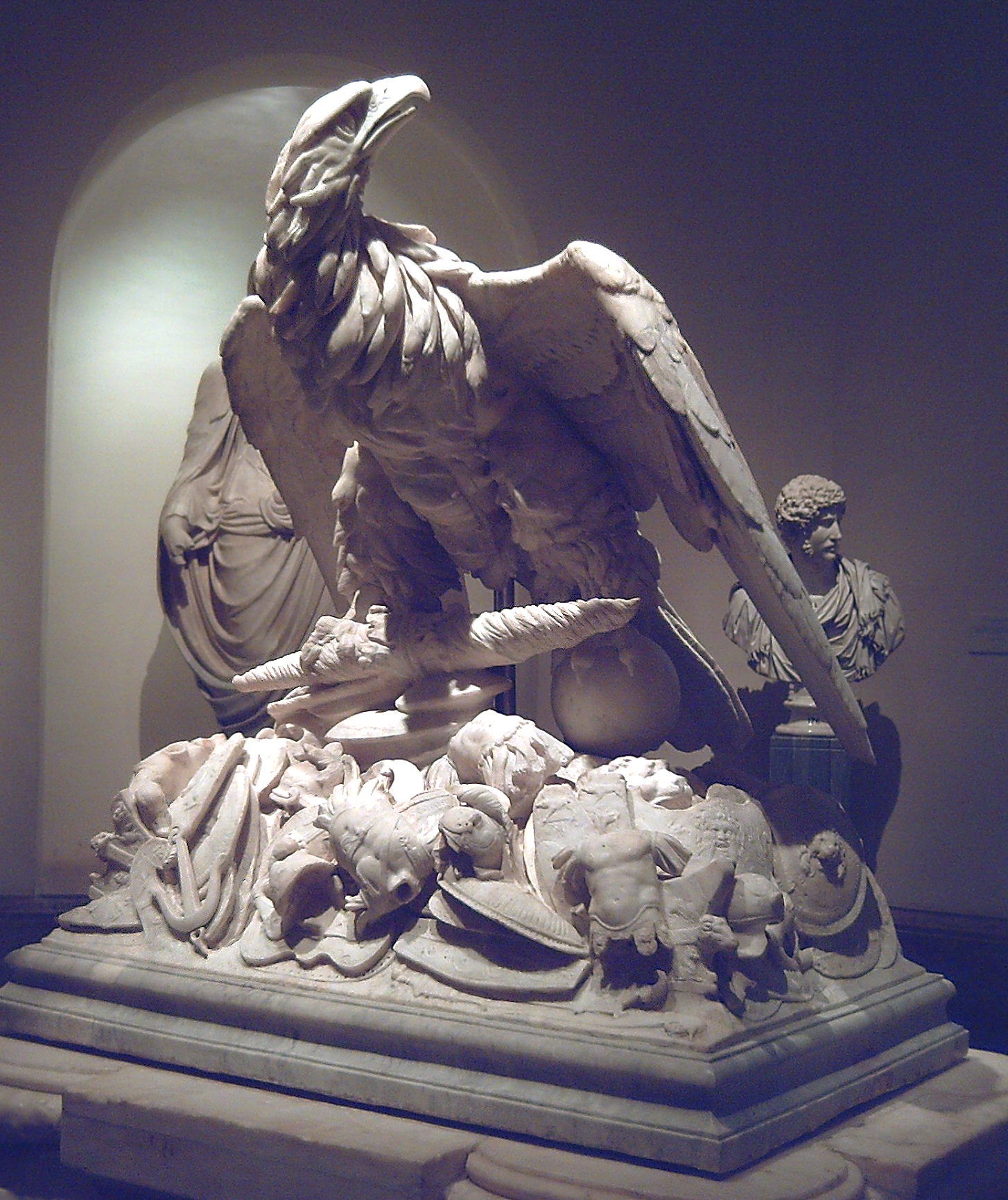
Detalle de la llamada Apoteosis de Claudio, reconstruida imaginativamente en el siglo XVII con materiales romanos del siglo I.
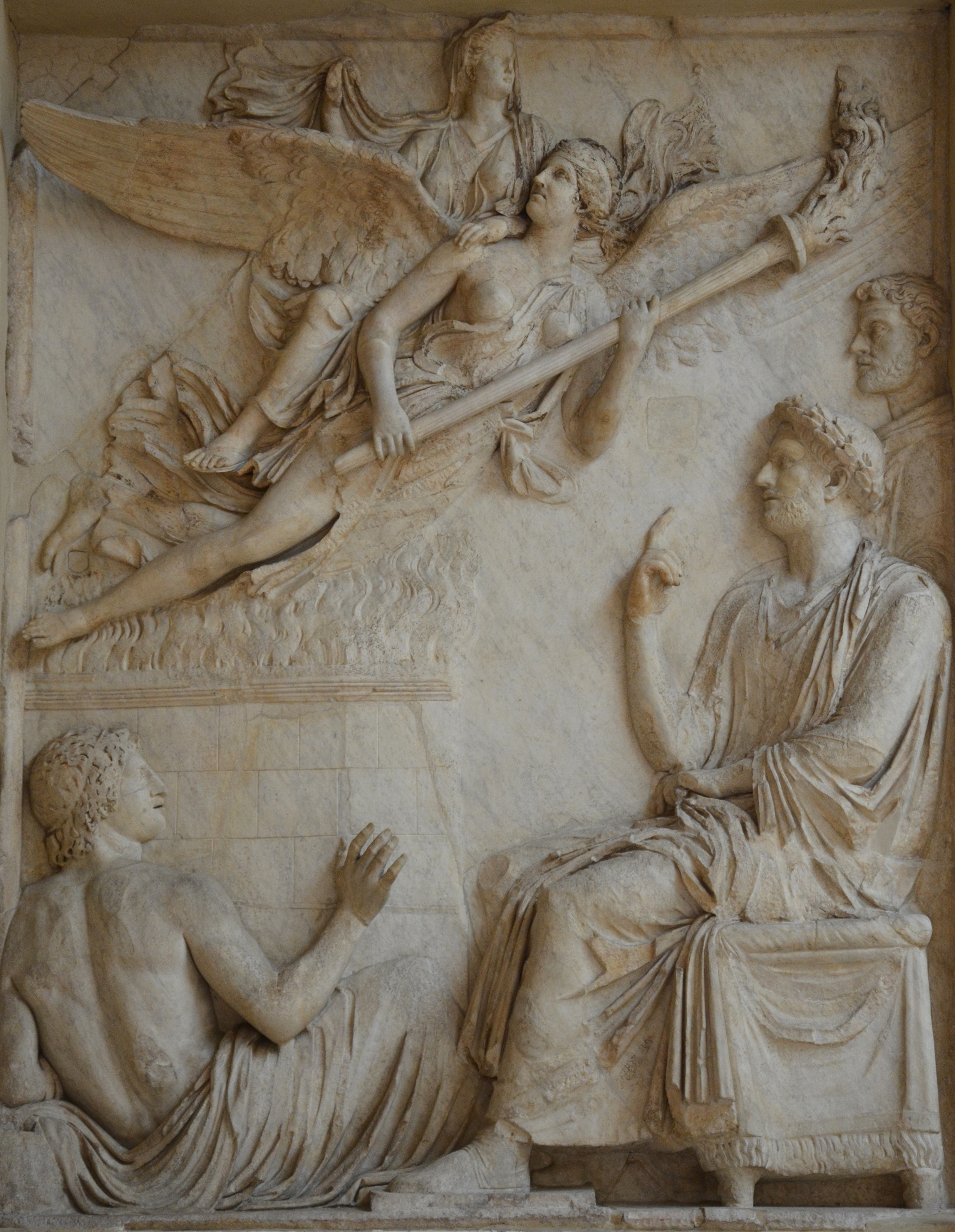
Apoteosis de la emperatriz Sabina, mujer de Adriano, arco de Portugal, siglo II.
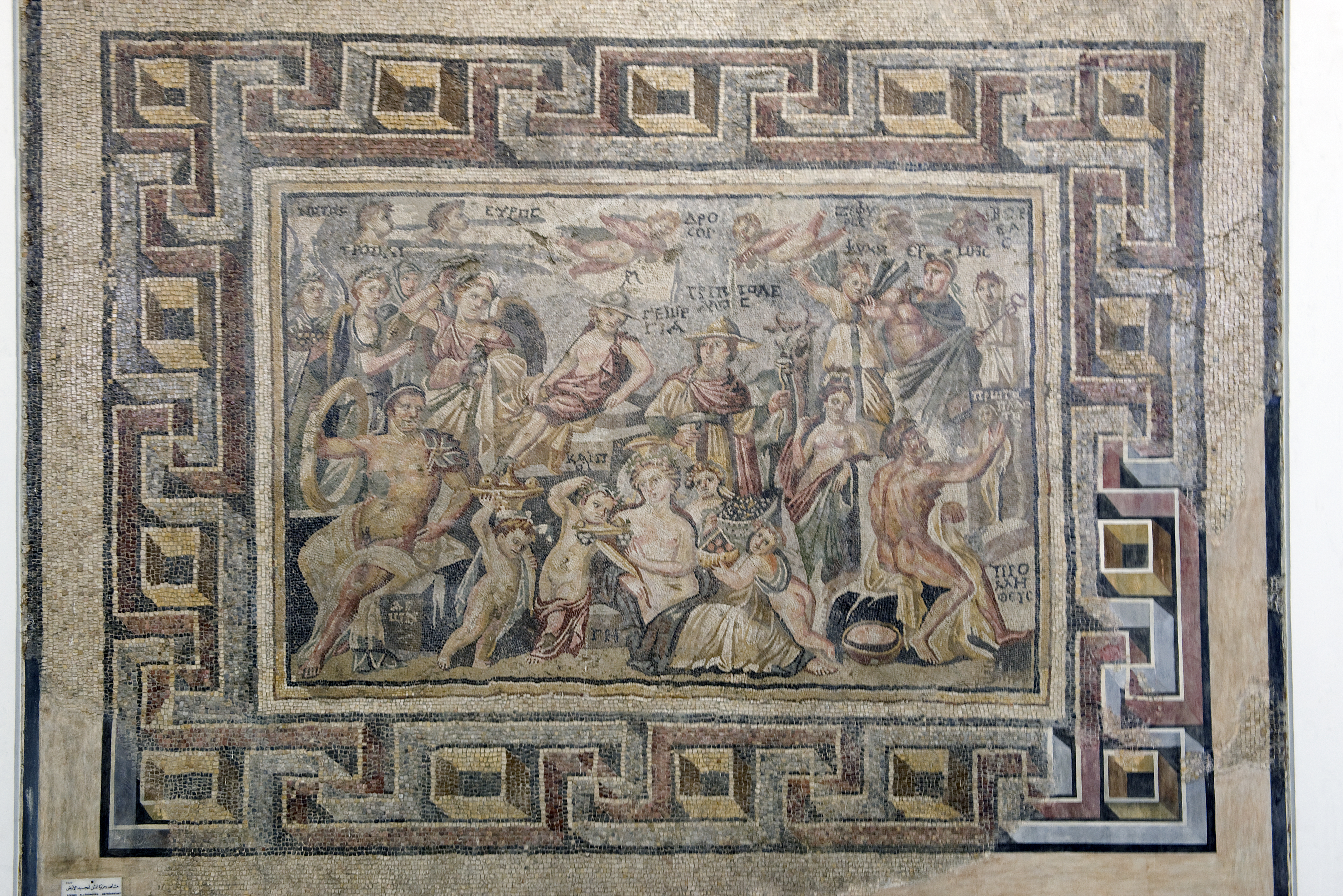
Glorificación de la Tierra, mosaico de época romana, siglo III.
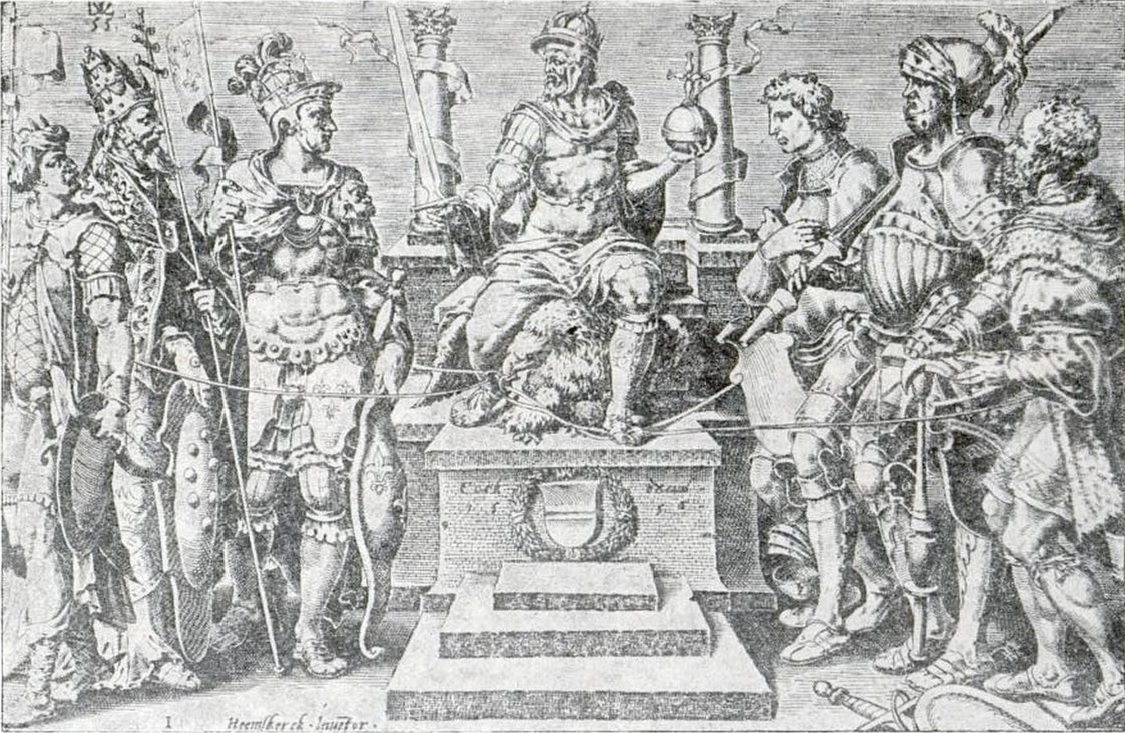
Apoteosis de Carlos V, grabado de Dirk V. Cuerenhert sobre dibujo de Maarten van Heemskerck, siglo XVI.
Apoteosis de un emperador en la Historia de Minerva, de Giovanni Battista Merano, siglo XVII.
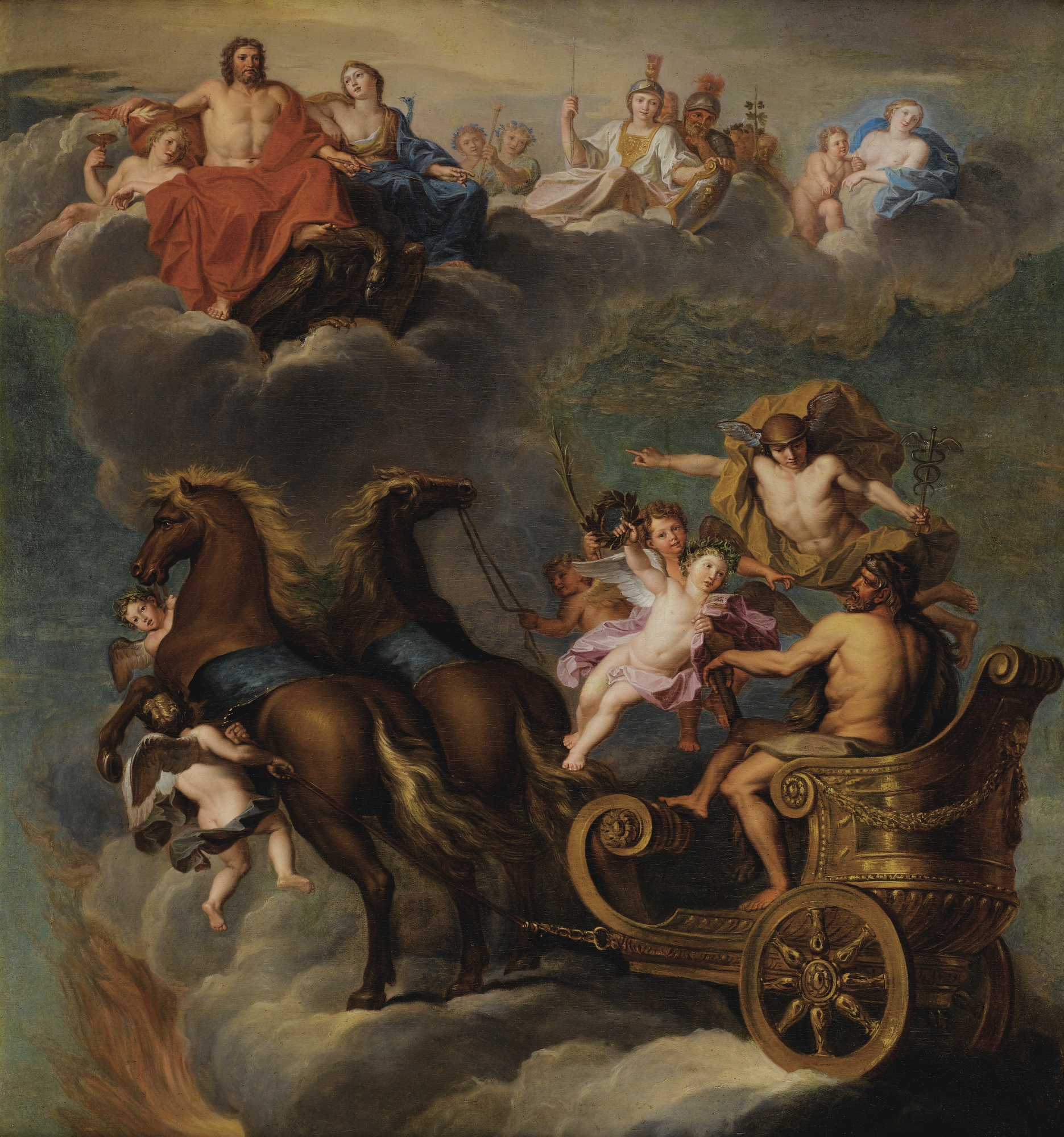
Apoteosis de Hércules, de Noël Coypel, siglo XVII.
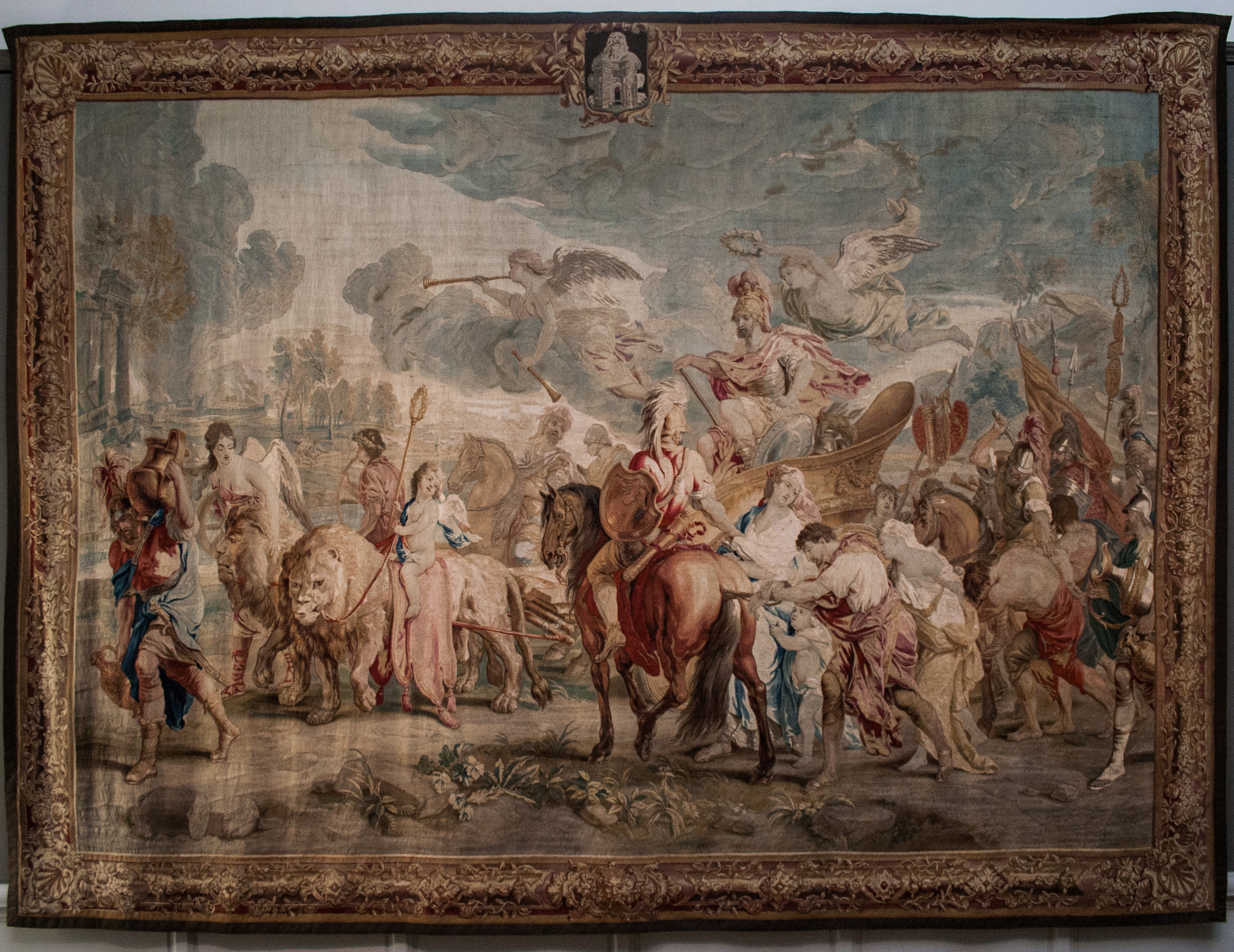
Glorificación de Marte, tapiz de Urbanus Leyniers a partir de una pintura de Jan van Orley, siglo XVIII.
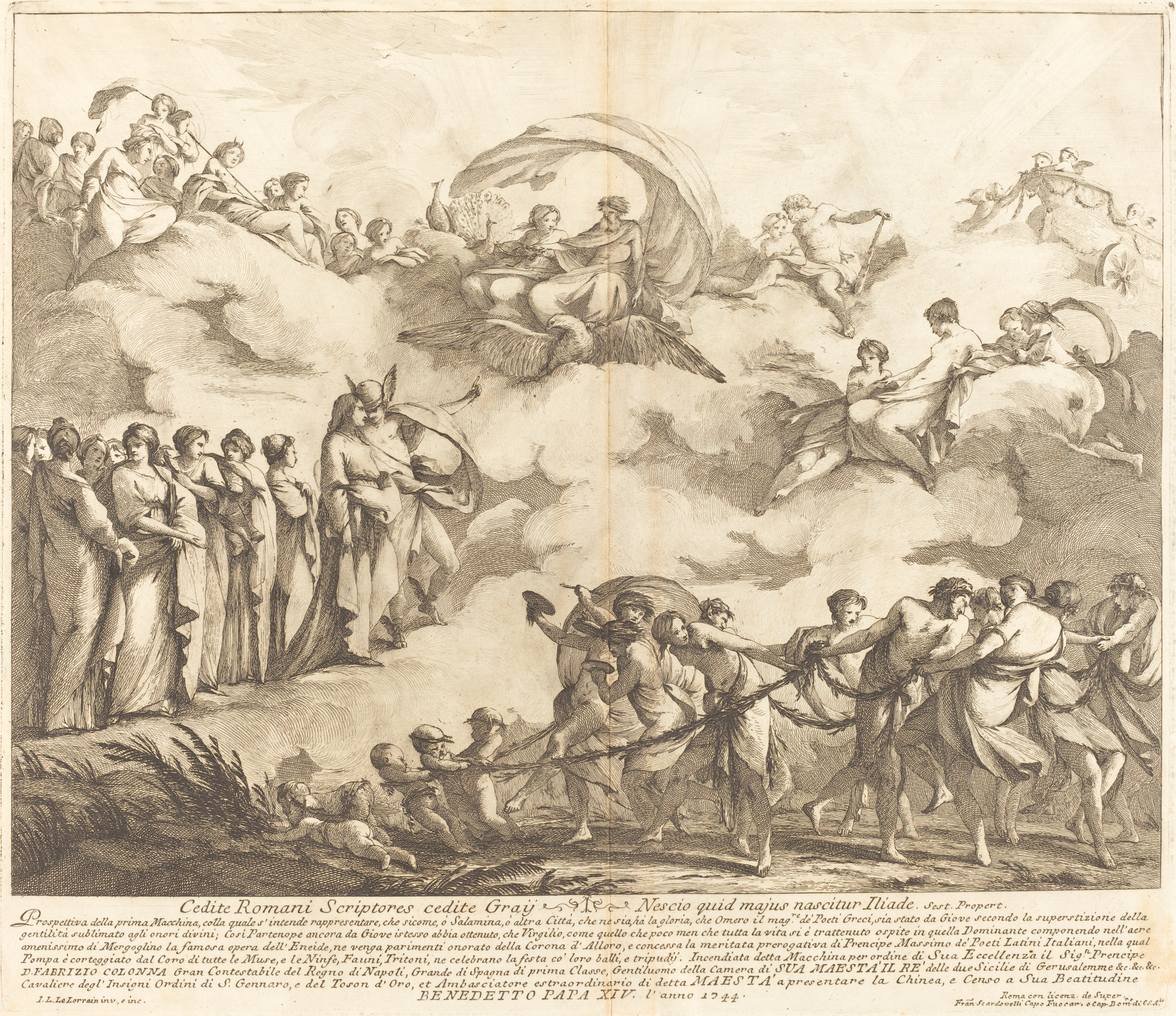
Glorificación de Virgilio, de Louis-Joseph Le Lorrain, siglo XVIII.

Y como mitologización de instituciones o familias nobles.

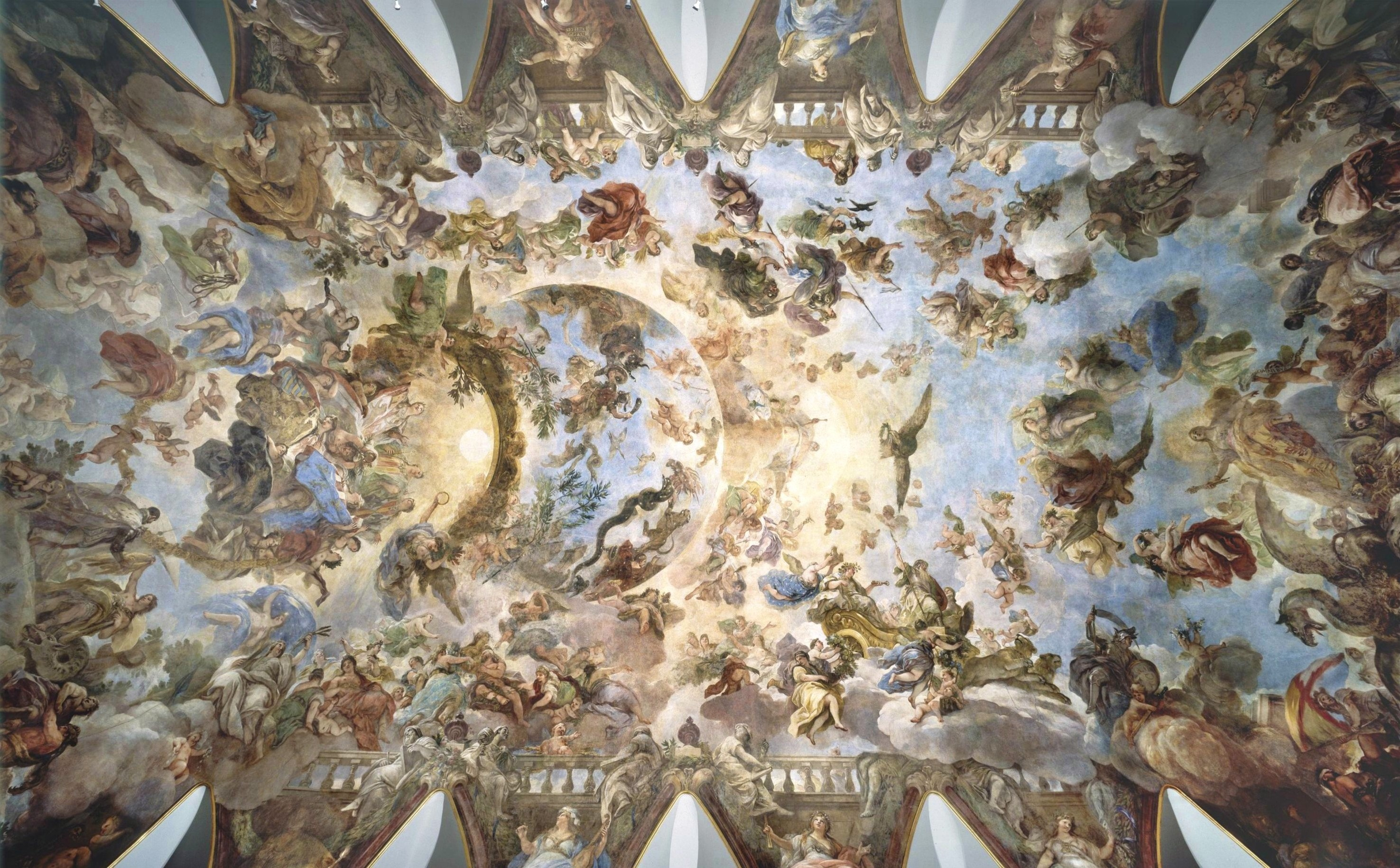
Alegoría del Toisón de Oro o Apoteosis de la Monarquía Española en la bóveda del salón de embajadores del Palacio del Buen Retiro (hoy Casón del Buen Retiro), de Lucas Jordán,.

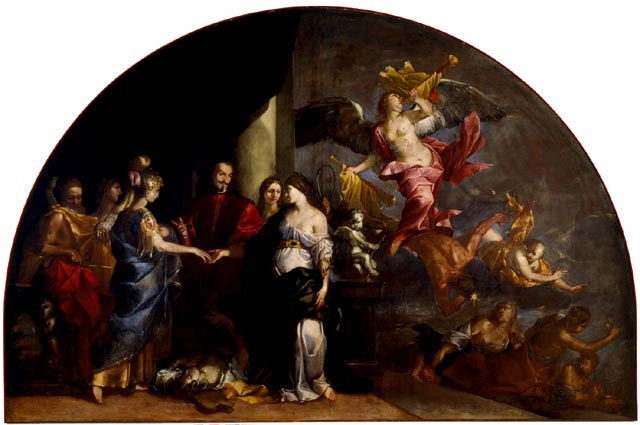
Glorificación del Podestá Vincenzo Dolfin, de Giulio Carpioni, siglo XVII.
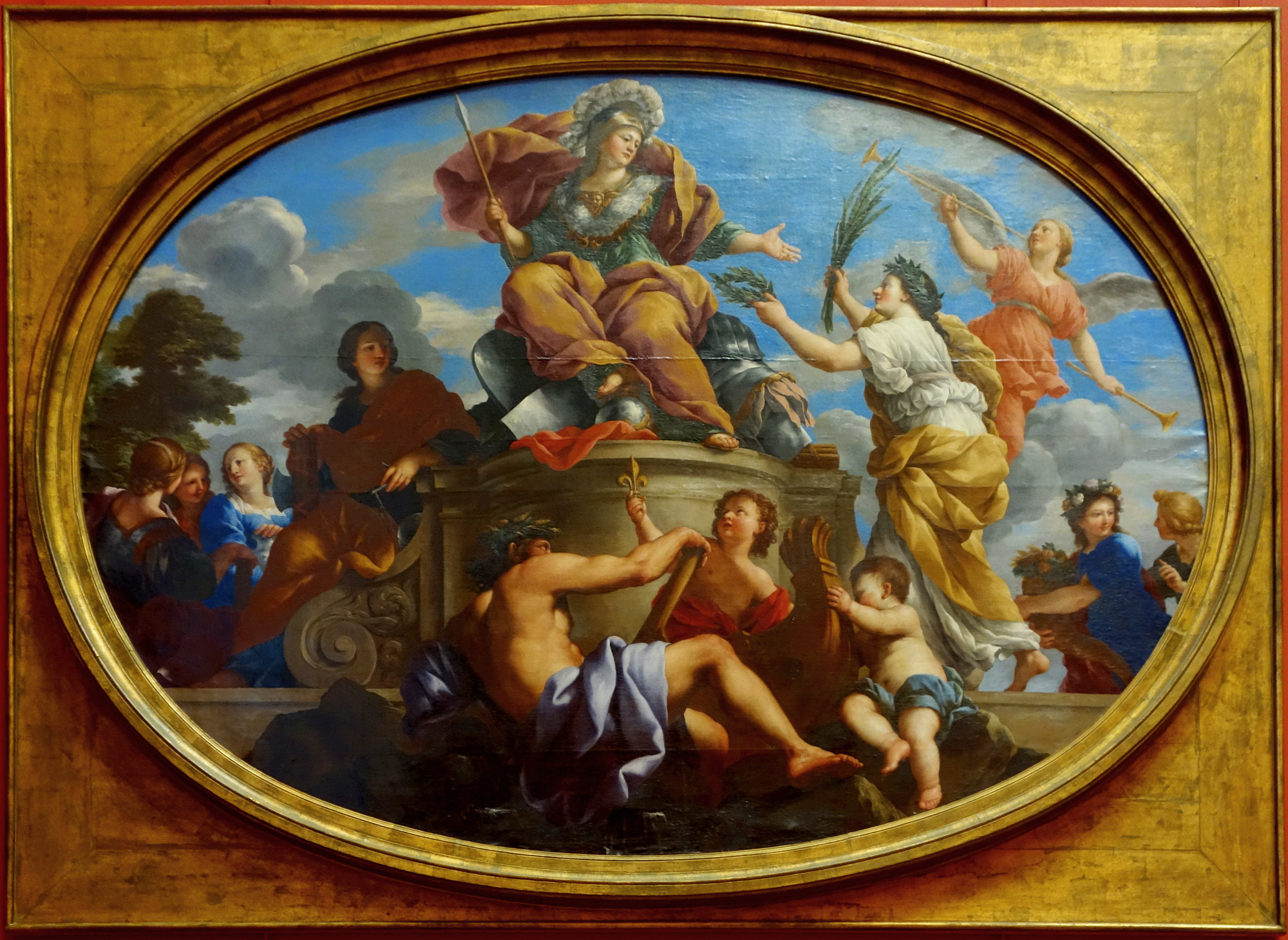
Glorificación de Francia, de Giovanni Francesco Romanelli, siglo XVII.
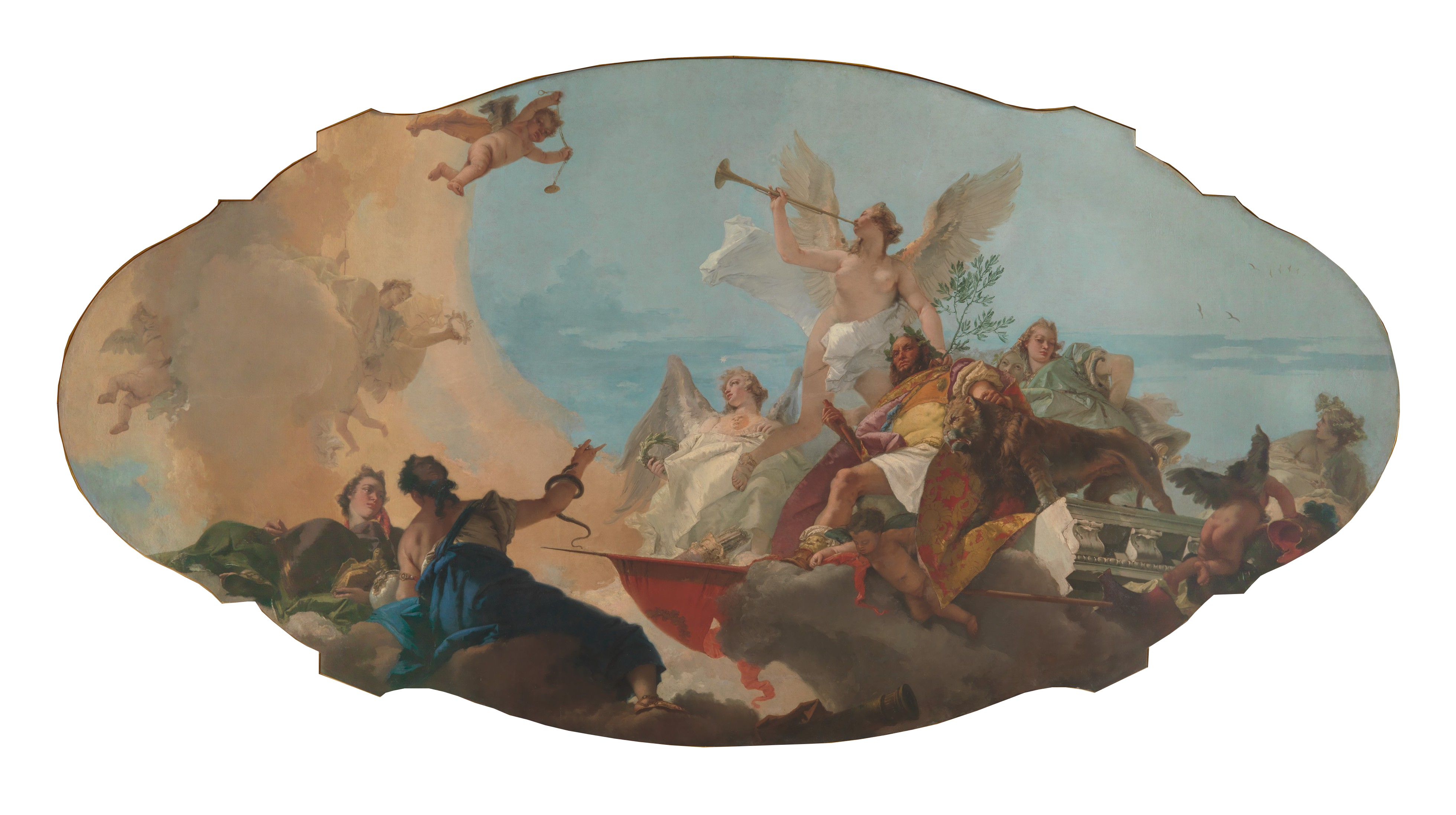
Glorificación de la familia Barbaro, de Tiepolo, siglo XVIII.
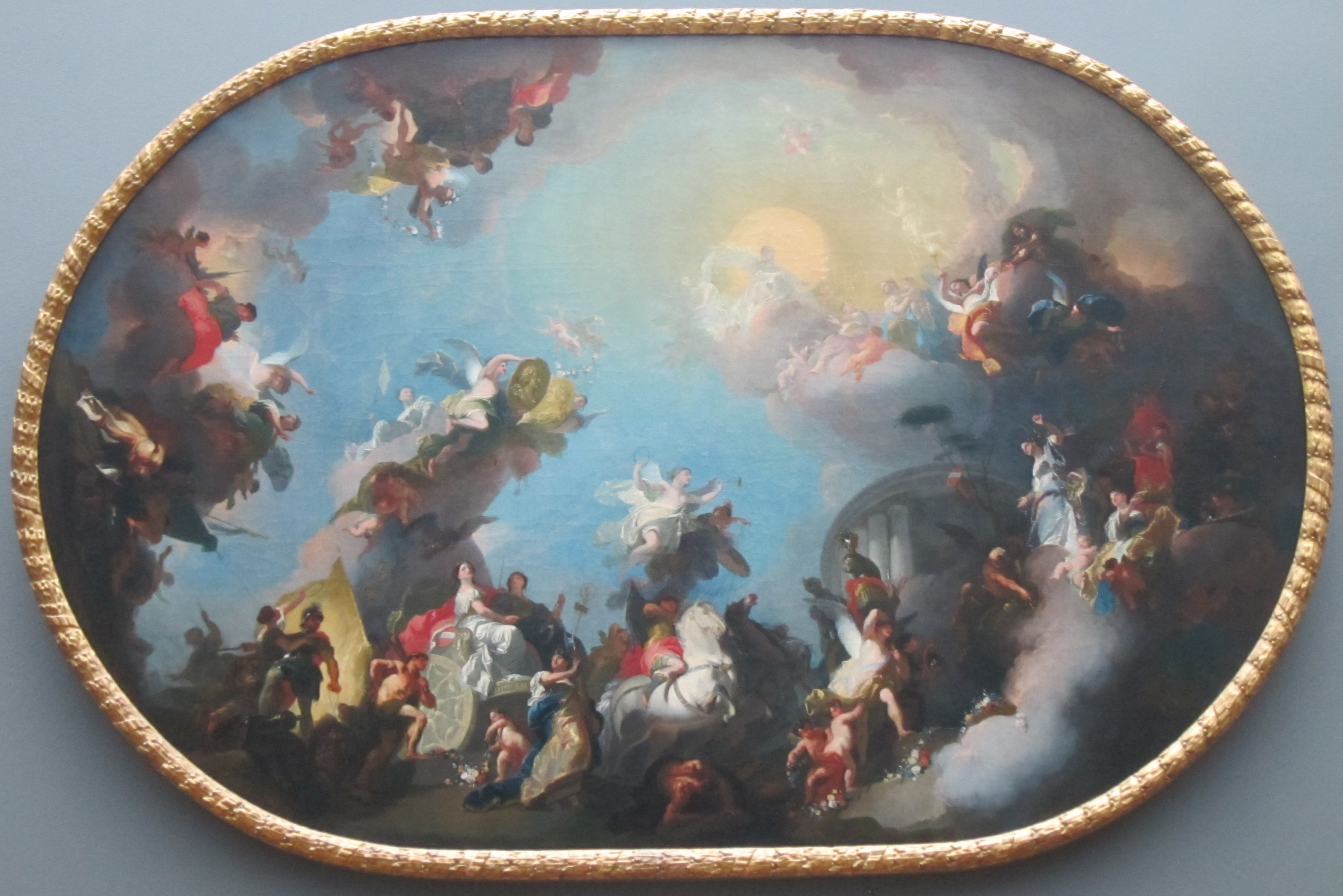
Glorificación de la unión de las casas de Habsburgo y Lorena, de Franz Anton Maulbertsch, siglo XVII.
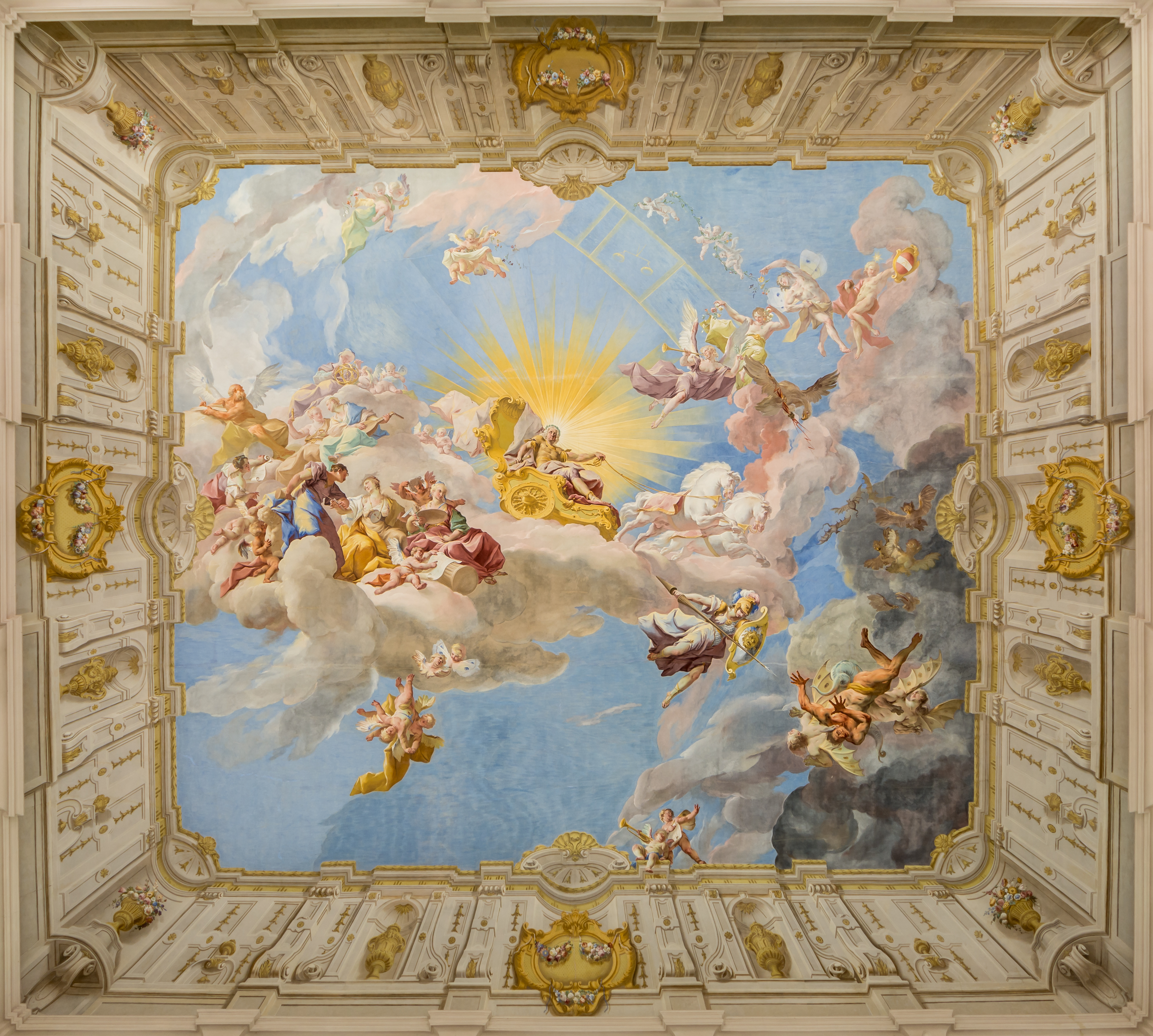
Apoteosis del emperador Carlos VI, de Paul Troger, siglo XVIII.
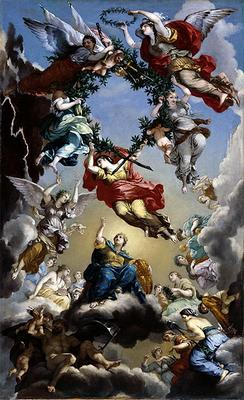
Glorificación del gobierno de Borgoña, de Pierre Paul Prud'hon, siglo XVIII.